# Liste des rues de Schaerbeek
Ci-dessous, la liste complète des 339 rues de Schaerbeek, commune belge située en région bruxelloise,,.
Schaerbeek est nommée à juste titre la "commune des artistes", car de nombreux peintres, sculpteurs, écrivains, architectes ... y ont vécu et travaillé. C'est pour cela qu'environ un tiers des noms des rues schaerbeekoises sont dédiés à des artistes.

## A
- rue d'Aerschot (Aerschot)

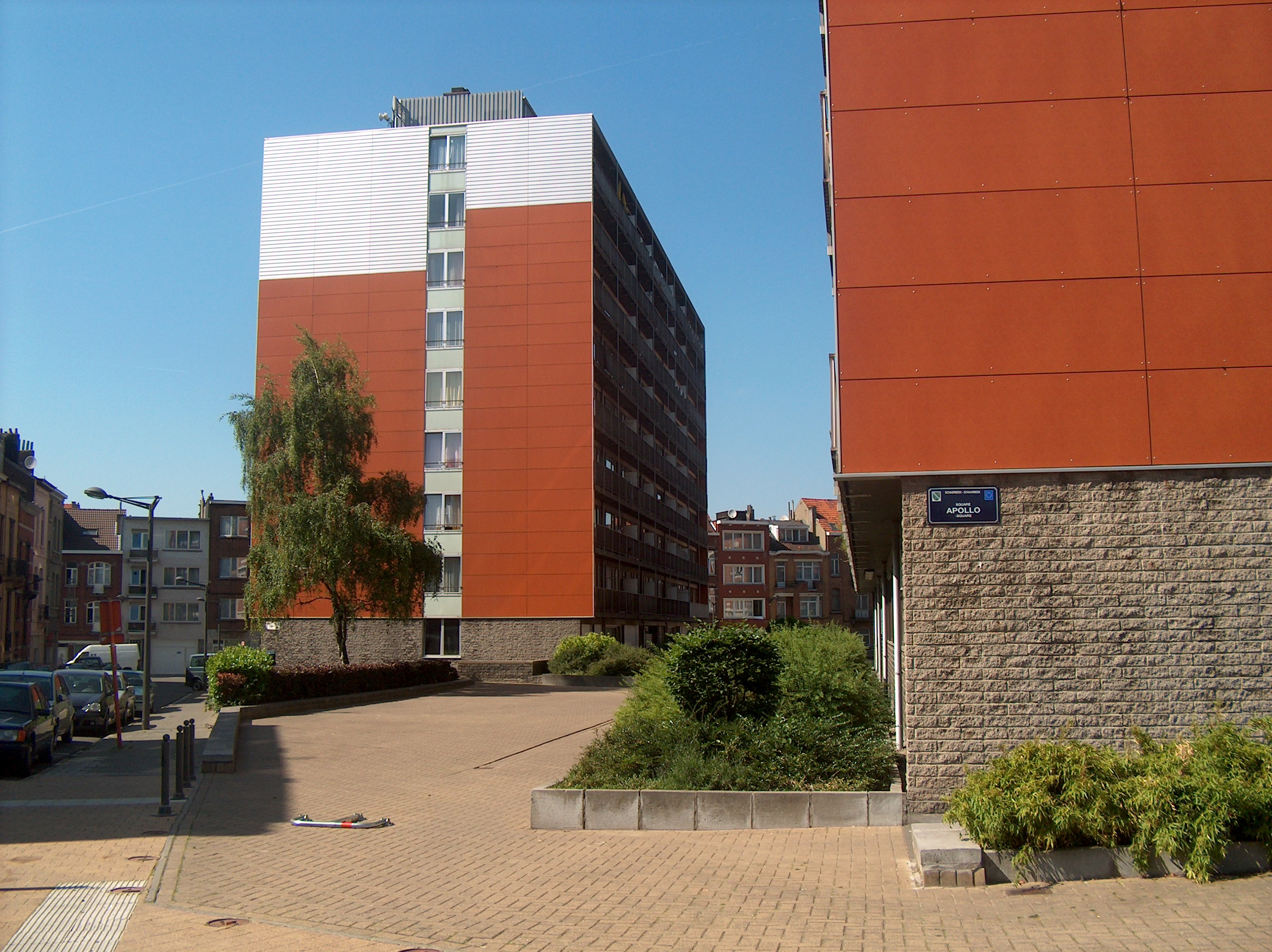
Square Apollo

- rue de l'Agriculture (Agriculture)
- rue des Ailes (Ailes de moulin à vent)
- rue Allard (Philippe Joseph Allard)
- avenue Ambassadeur Van Vollenhoven (Maurits van Vollenhoven (nl))
- square Apollo (Programme spatial Apollo)
- rue Artan (Louis Artan de Saint-Martin)
- clos des Artistes (Artiste)
- square Willy Authom (Willy Authom)
- avenue des Azalées (Azalée)

## B

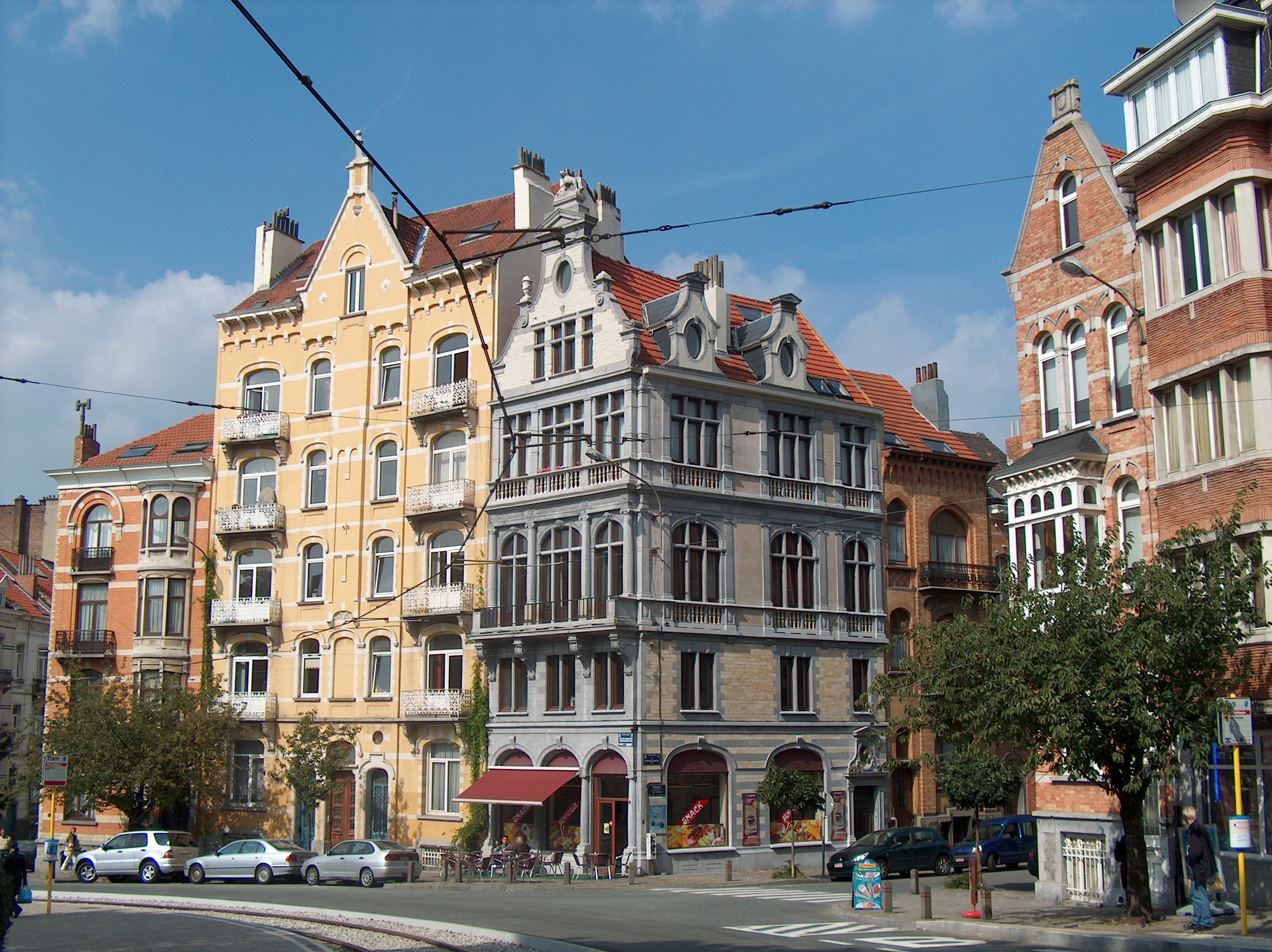
Place des Bienfaiteurs

- tunnel Belliard (Augustin-Daniel Belliard)
- rue Henri Bergé (Henri Bergé)
- avenue Louis Bertrand (Louis Bertrand)
- place Bichon (Bruno Hendrickx, alias Bichon)
- place des Bienfaiteurs (Bienfaiteur)
- rue Frans Binjé (François Binjé)
- rue Jan Blockx (Jan Blockx)
- grande rue au Bois (Bois de Linthout)
- boulevard Simon Bolivar (Simón Bolívar) (aussi Bruxelles-ville)
- rue François Bossaerts (François Bossaerts)
- avenue de la Brabançonne (La Brabançonne) (aussi Bruxelles-ville)
- rue de Brabant (Province de Brabant) (aussi Saint-Josse-ten-Noode)
- rue Joseph Brand (Joseph Brand)
- rue Jean-Baptiste Brems (Jean-Baptiste Brems)
- rue Brichaut (Fidèle Brichaut et Pierre Brichaut)
- avenue Urbain Britsiers (Urbain Britsiers)
- rue de la Bruyère (Bruyère)

## C

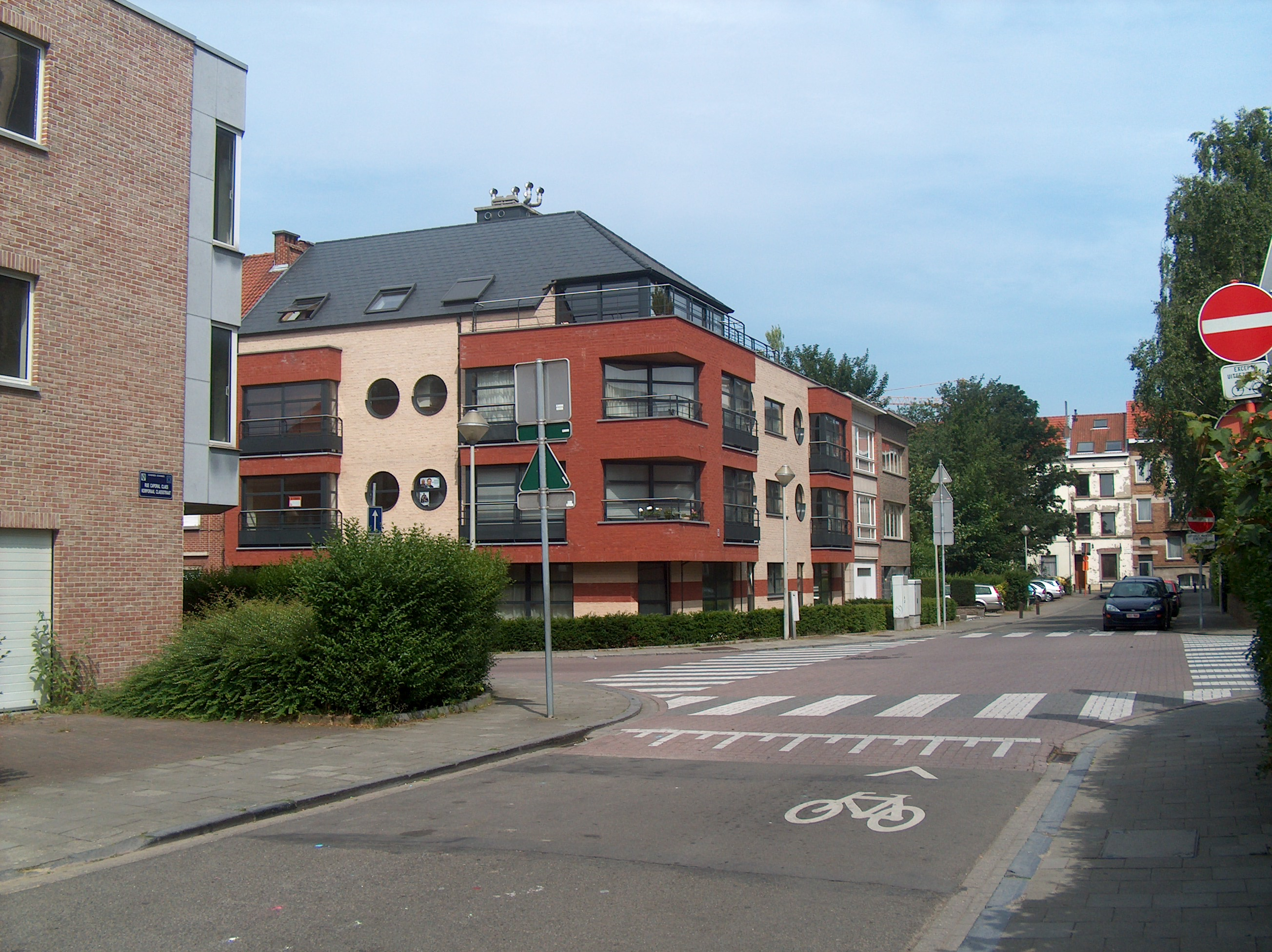
Rue Caporal Claes

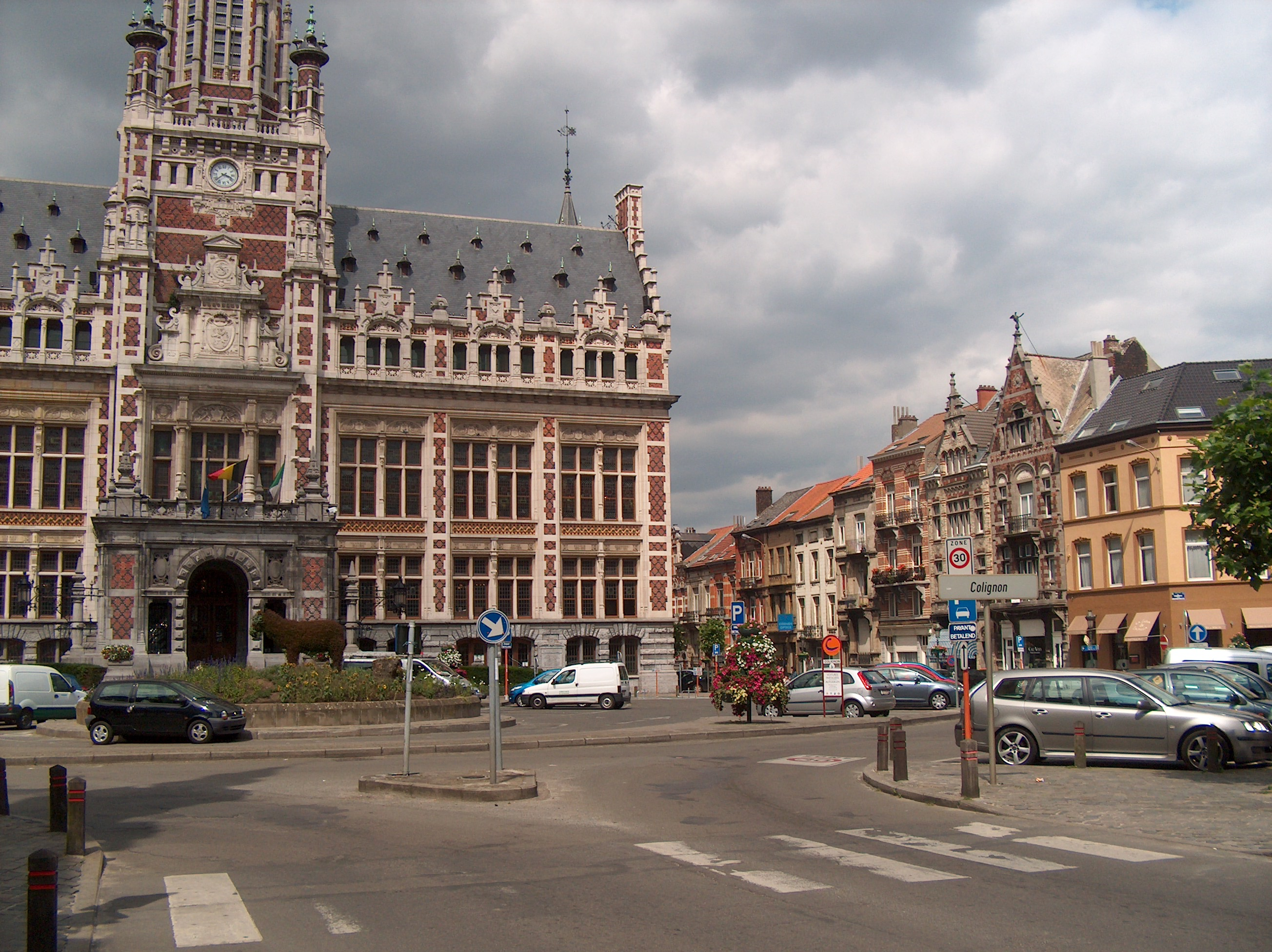
Place Colignon

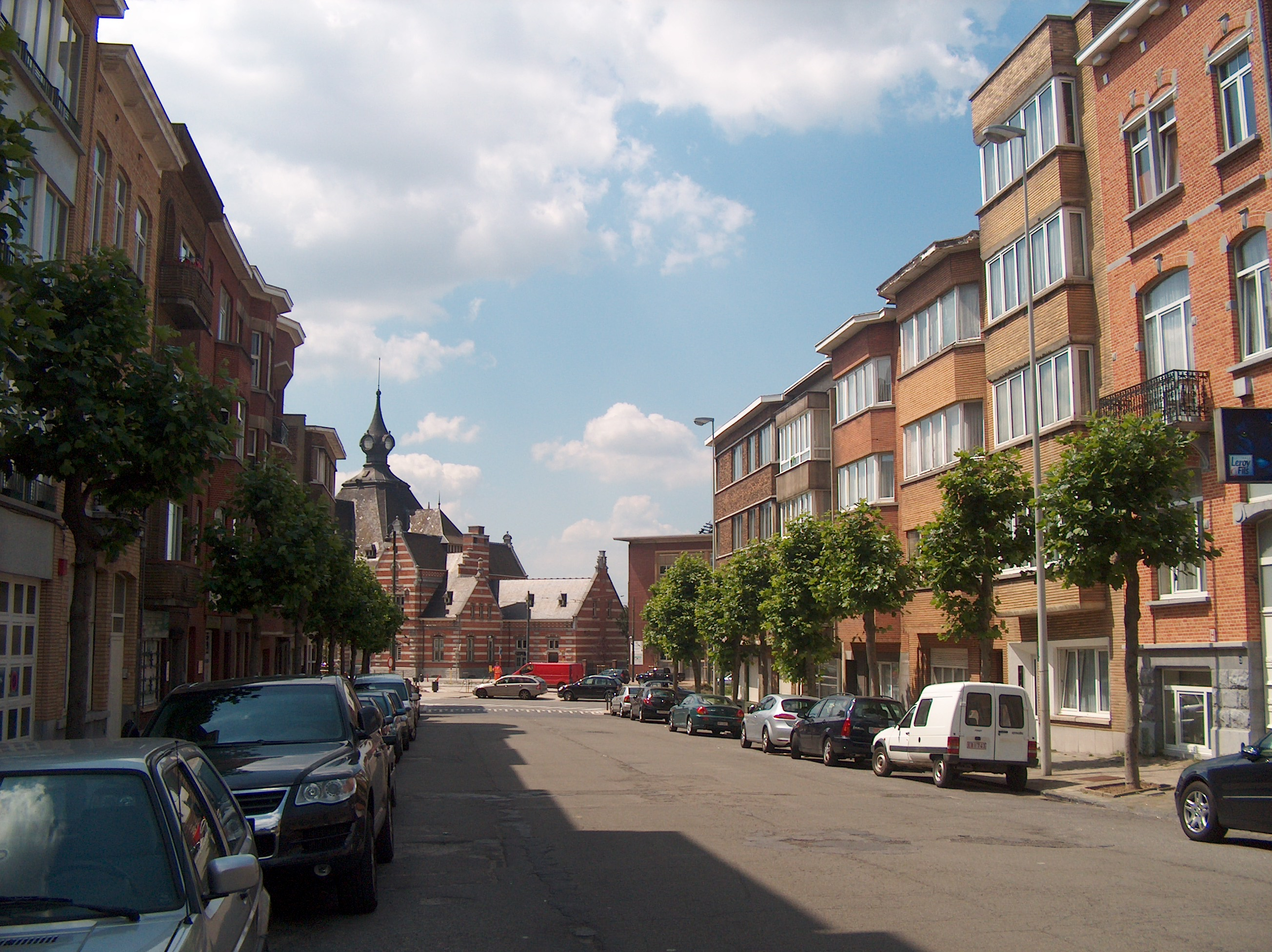
Avenue Colonel Picquart

- avenue Ernest Cambier (Ernest François Cambier)
- rue Caporal Claes (Pierre Claes)
- rue Capronnier (Jean-Baptiste Capronnier)
- avenue des Capucines (Capucine)
- place des Carabiniers (Régiment des Carabiniers)
- avenue des Cerisiers (Cerisier) (aussi Woluwe-Saint-Lambert)
- avenue Charbo (Julien Charbo)
- rue des Chardons (Chardon)
- place des Chasseurs Ardennais (Chasseur Ardennais)
- rue de la Chaumière (Chaumière)
- rue Chaumontel (Chaumontel)
- avenue Chazal (Pierre Emmanuel Félix Chazal)
- clos du Chemin Creux (Chemin creux)
- rue Henri Chomé (Henri Chomé)
- rue de la Cible (Tir national) (aussi Saint-Josse-ten-Noode)
- avenue Clays (Paul Clays)
- avenue des Clos (Clos)
- place Colignon (Achille Colignon, ancien Bourgmestre)
- rue Colonel Bourg (Damien Bourg) (aussi Evere)
- place Colonel Bremer (René Bremer)
- avenue Colonel Picquart (Marie-Georges Picquart)
- rue des Compagnons (Compagnon)
- rue de la Consolation (Consolation)
- rue de la Constitution (Constitution belge)
- rue Théo Coopman (Theophiel Coopman)
- rue Joseph Coosemans (Joseph Coosemans)
- rue du Corbeau (Corbeau)
- rue Cornet de Grez (Ferdinand Cornet de Grez) (aussi Saint-Josse-ten-Noode)
- rue des Coteaux (Coteau) (aussi Saint-Josse-ten-Noode)
- rue Léopold Courouble (Léopold Courouble)
- avenue Frans Courtens (Frans Courtens) (aussi Evere)
- rue Creuse (Rue Creuse)

## D
- rue du Dahlia (Dahlia)

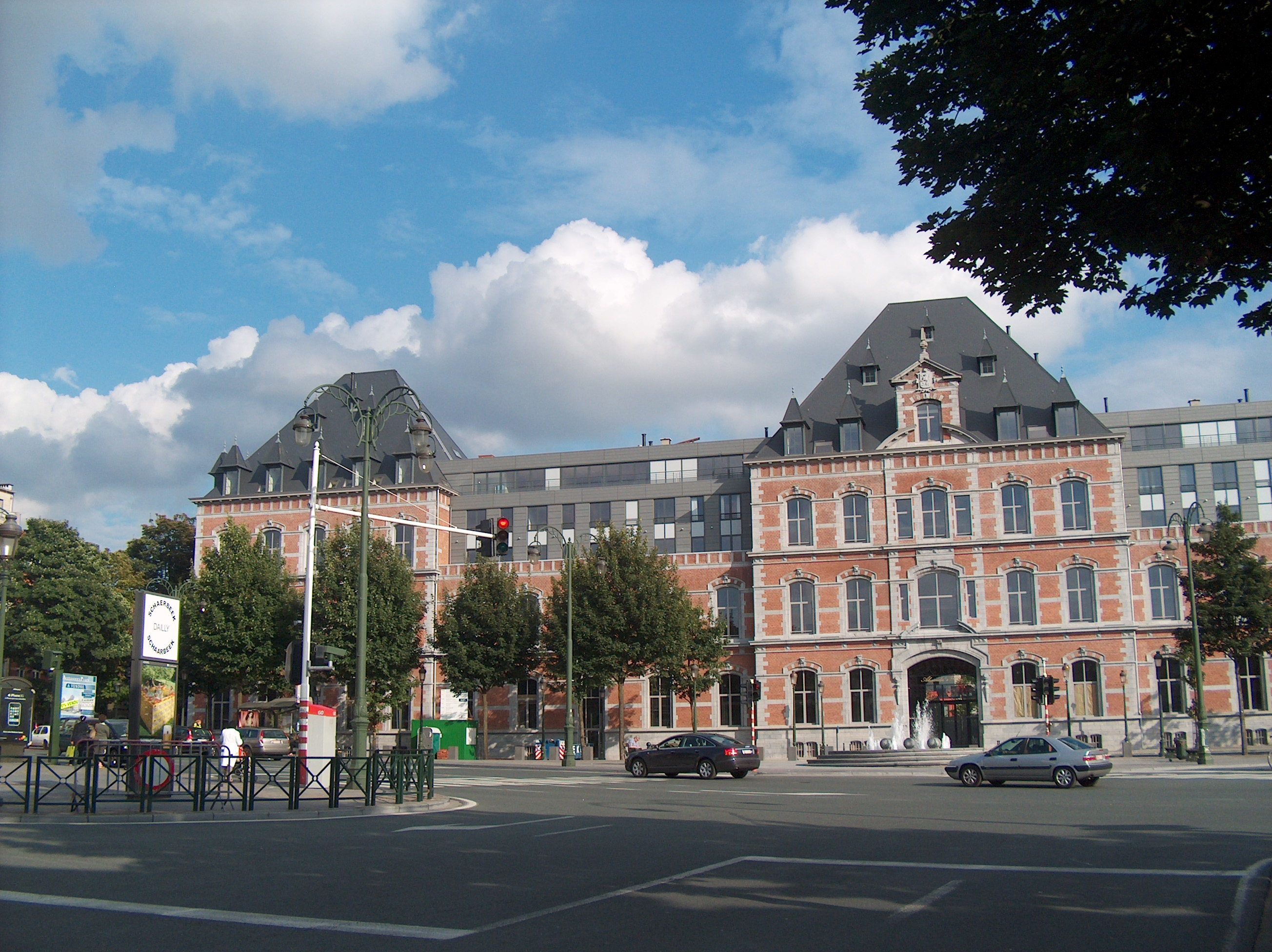
Place Dailly

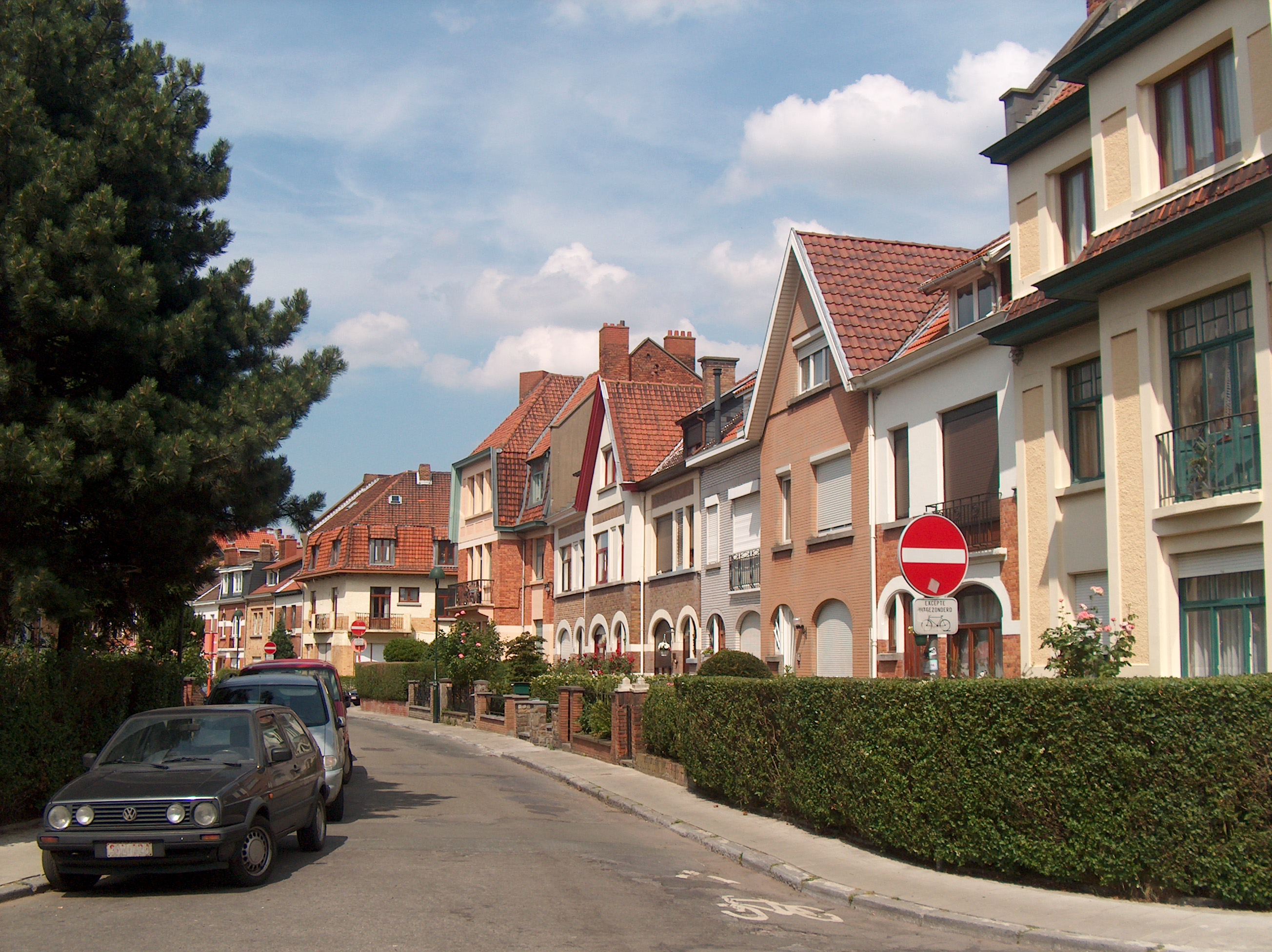
Rue Alexandre De Craene

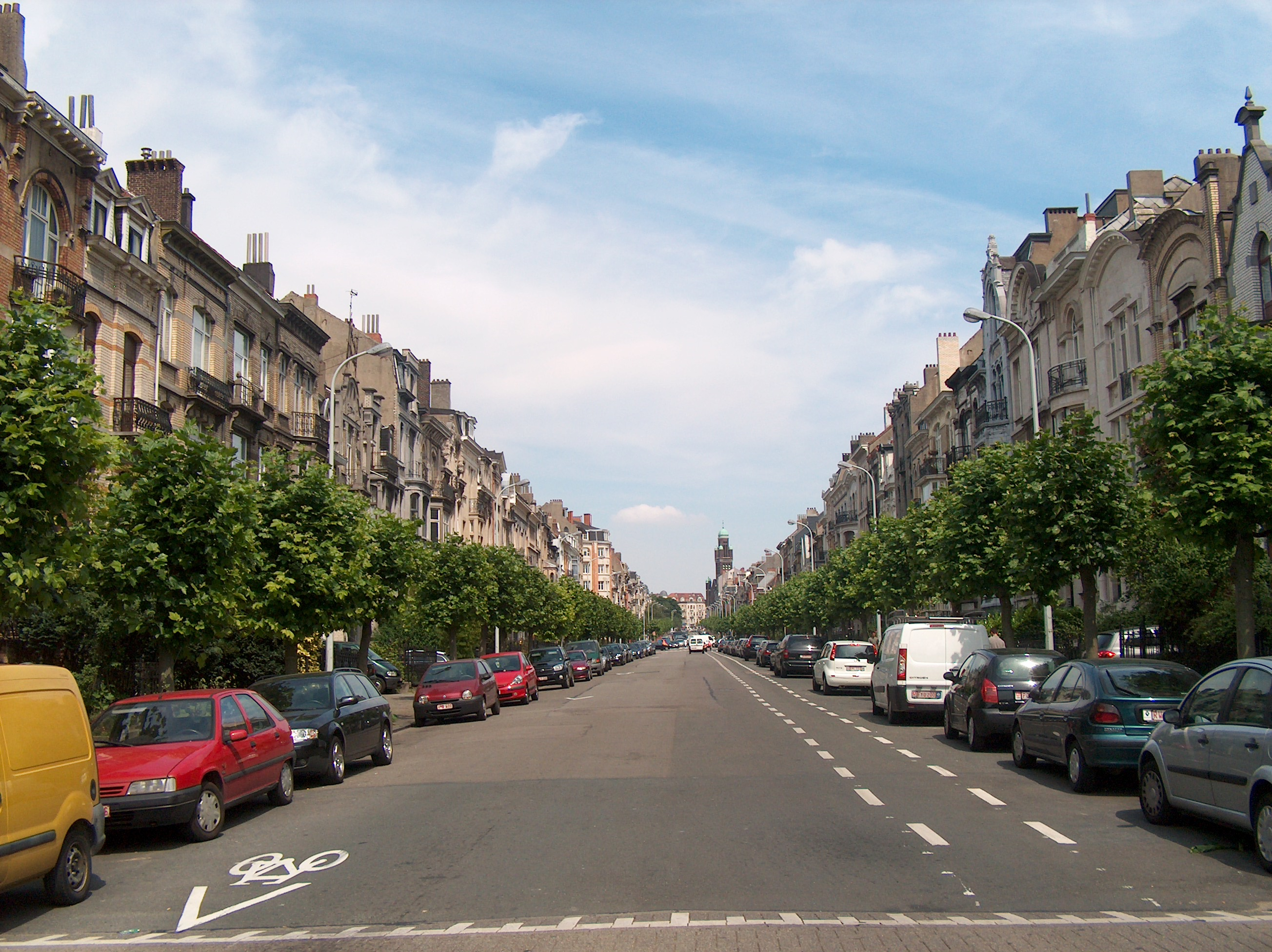
Avenue Eugène Demolder

- avenue Dailly (Eugène Dailly, ancien Bourgmestre)
- place Dailly (Eugène Dailly, ancien Bourgmestre)
- rue d'Anethan (Jules d'Anethan)
- rue de Beughem (Louis de Beughem)
- rue Alexandre De Craene (Alexandre De Craene)
- rue Nicolas Defrêcheux (Nicolas Defrêcheux)
- rue William Degouve de Nuncques (William Degouve de Nuncques)
- rue François Degreef (François De Greef)
- passage Jo Dekmine (Jo Dekmine)
- place de Jamblinne de Meux (Théophile de Jamblinne de Meux)
- rue Albert de Latour (Albert Delatour)
- rue de Locht (Jean Louis Victor de Locht)
- rue de Moerkerke (Aimé d'Hanins de Moerkerke)
- avenue Eugène Demolder (Eugène Demolder)
- rue de Potter (Louis de Potter)
- rue de Robiano (Famille de Robiano)
- rue Armand de Roo (Armand de Roo)
- avenue Paul Deschanel (Paul Deschanel) (aussi Saint-Josse-ten-Noode)
- avenue Albert Desenfans (Albert Desenfans)
- rue Désiré Desmet (Désiré De Smet)
- rue Maurice des Ombiaux (Maurice Des Ombiaux)
- rue Destouvelles (Charles Destouvelles) (aussi Bruxelles-ville)
- rue Jules Destrée (Jules Destrée)
- rue Achille Detienne (Achille Detienne)
- rue Nestor De Tière (Nestor de Tière)
- rue Paul Devigne (Paul De Vigne)
- rue Godefroid Devreese (Godefroid Devreese)
- rue d'Hoogvorst (Emmanuel Van der Linden d'Hooghvorst)
- avenue du Diamant (Diamant)
- rue Ernest Discailles (Ernest Discailles)
- avenue Docteur Dejase (Arthur Dejase, ancien Bourgmestre)
- rue Docteur Élie Lambotte (Élie Lambotte)
- square Émile Duployé (Émile Duployé)
- rue Dupont (Jean Dupont)

## E
- avenue Georges Eekhoud (Georges Eekhoud)
- avenue de l'Émeraude (Émeraude)
- rue de l'Est (Est)
- rue Henri Evenepoel (Henri Evenepoel)

## F
- rue Édouard Fiers (Édouard Fiers)
- clos des Fleurs (Fleur)
- rue Floris (Frans Floris)

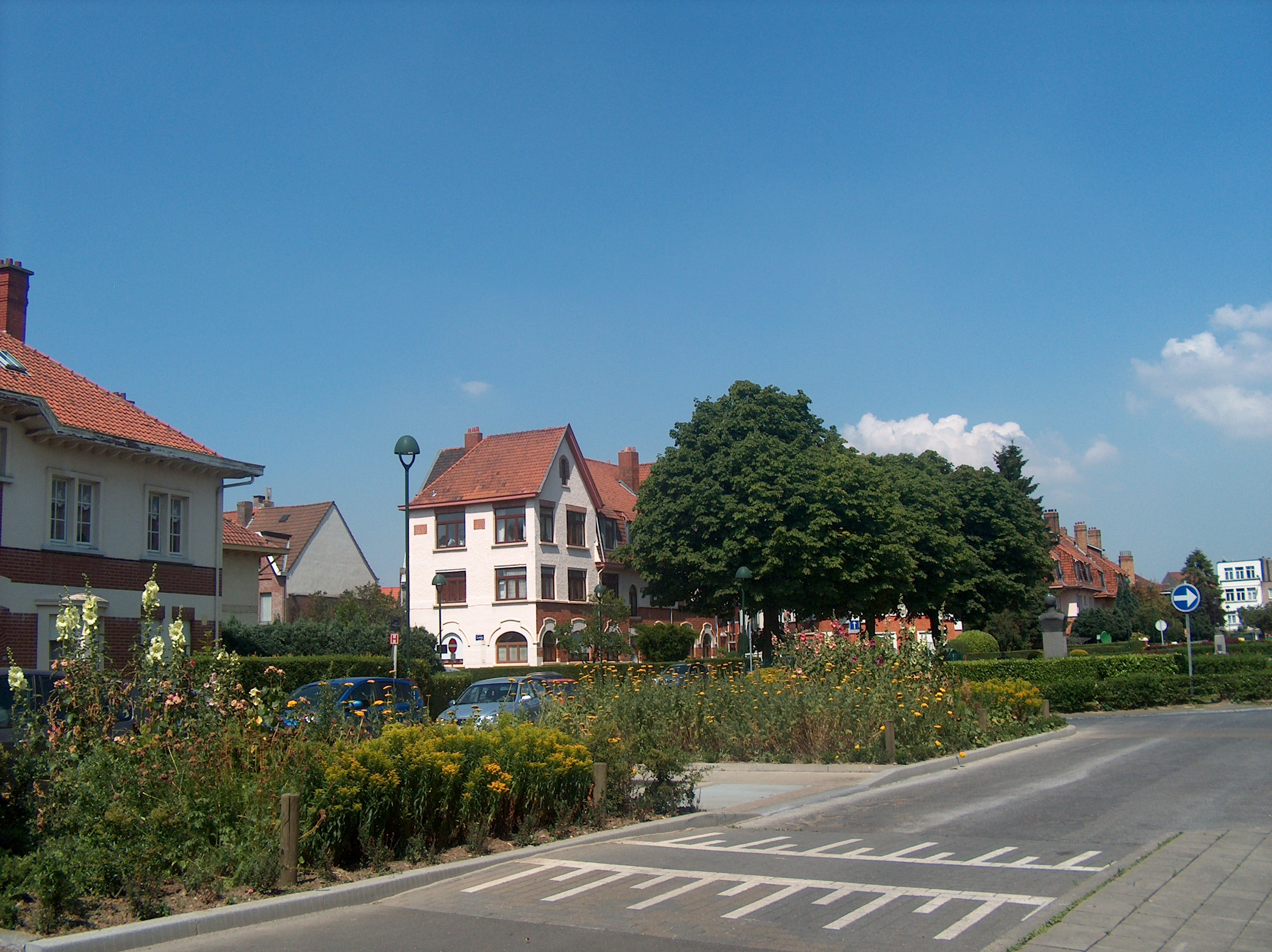
Avenue Raymond Foucart

- rue Fontaine d'Amour (La source Fontaine d'Amour au parc Josaphat)
- chemin du Forgeron (Forgeron)
- avenue Fortin (François Fortin)
- avenue Raymond Foucart (Raymond Foucart, ancien Bourgmestre)
- rue du Foyer Schaerbeekois (Le Foyer Schaerbeekois)
- rue Fraikin (Charles-Auguste Fraikin)
- rue Anatole France (Anatole France)
- rue de la Fraternité (Fraternité)
- rue Léon Frédéric (Léon Frédéric)
- allée des Freesias (Freesia)
- rue Gustave Fuss (Théophile Dominique Gustave Fuss)

## G
- rue Gallait (Louis Gallait)

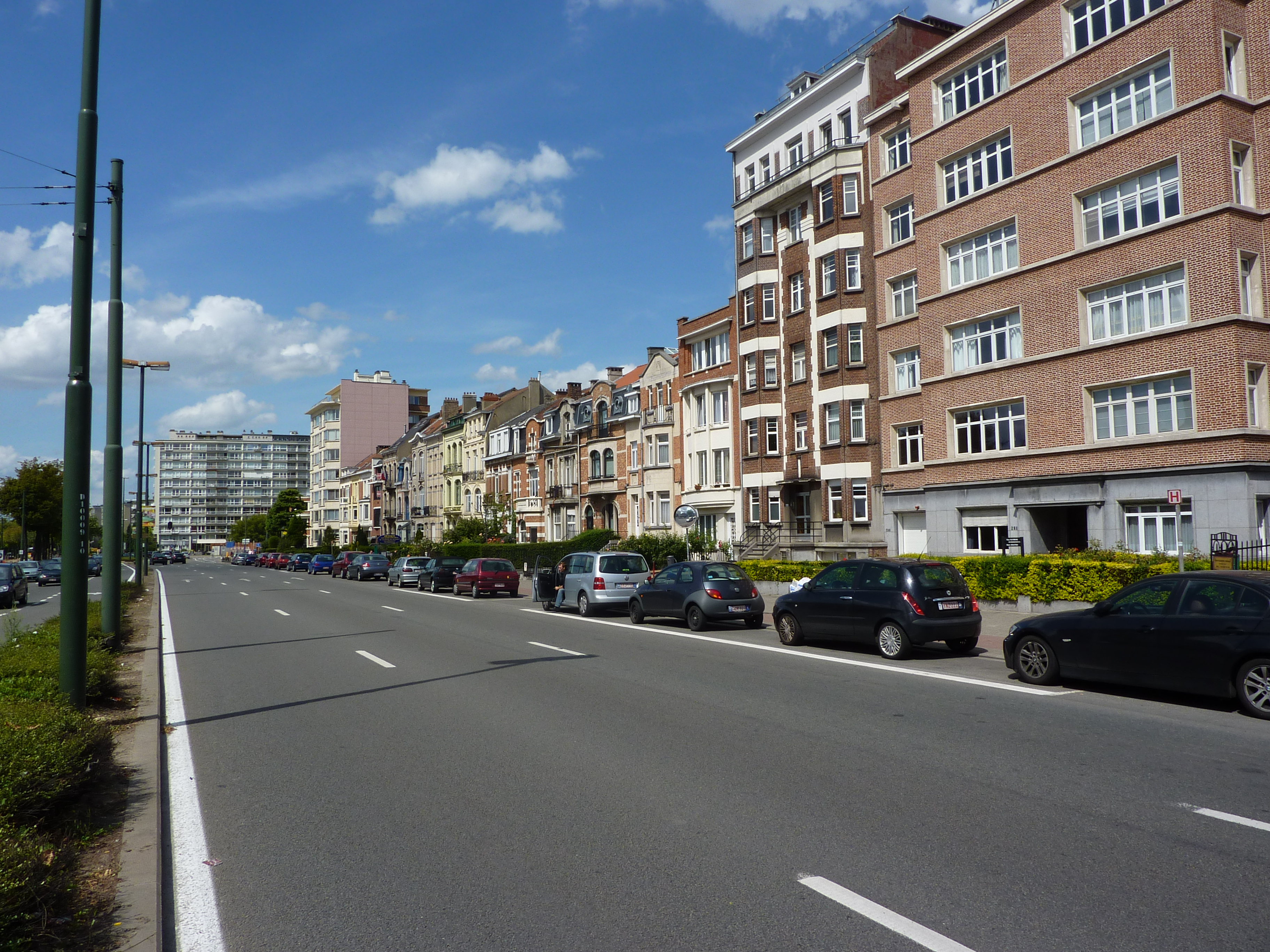
Boulevard Général Wahis

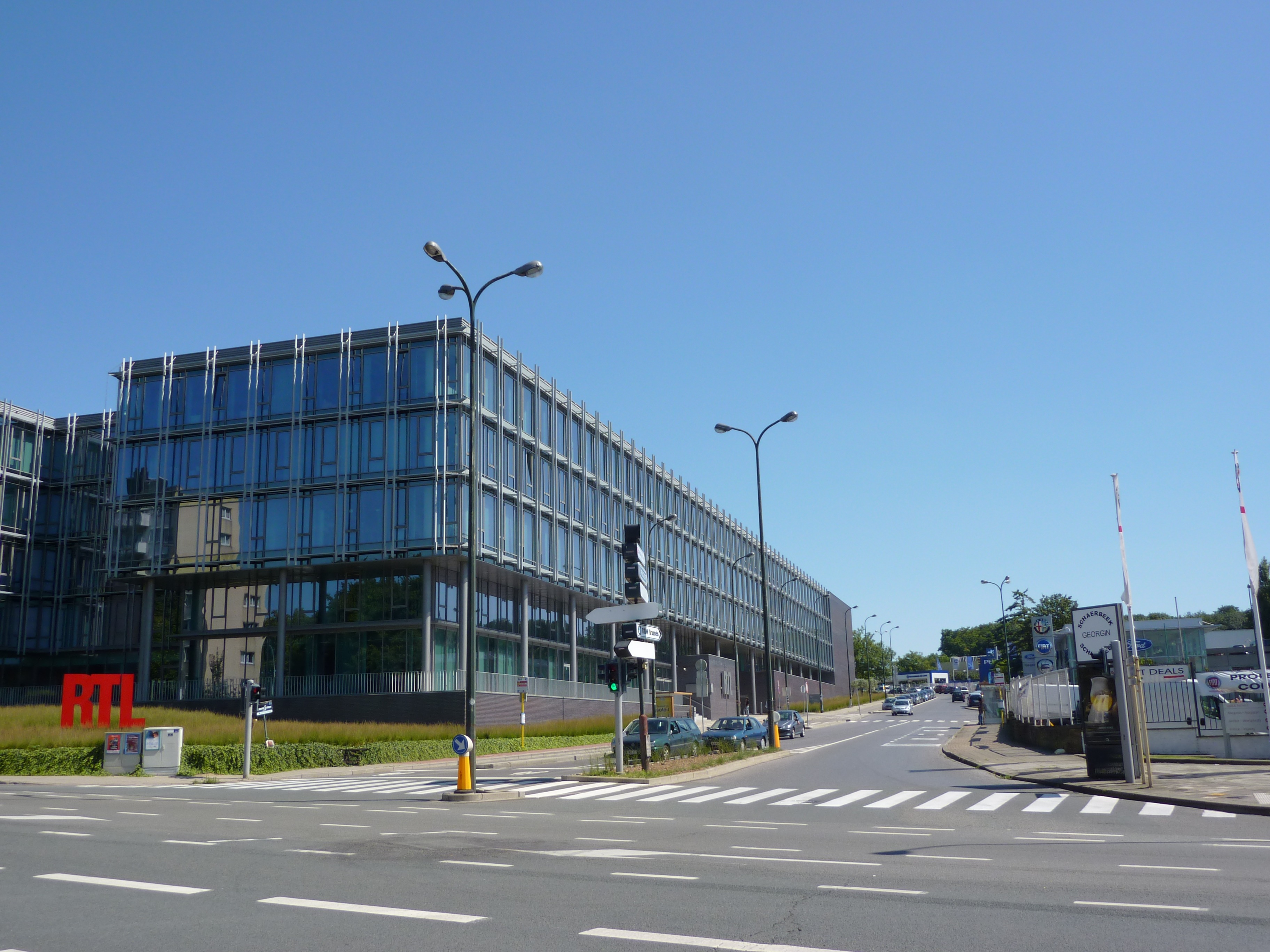
Avenue Jacques Georgin

- rue Georges Garnir (George Garnir)
- place Gaucheret (François Gaucheret)
- rue Gaucheret (François Gaucheret)
- rue Geefs (Guillaume Geefs, ancien Bourgmestre)
- rue Gendebien (Alexandre Gendebien)
- rue Général Eenens (Alexis-Michel Eenens)
- avenue Général Eisenhower (Dwight Eisenhower)
- rue Général Gratry (Alexandre Charles Auguste Jean Gratry)
- place Général Meiser (Jean-Baptiste Meiser, ancien Bourgmestre)
- boulevard Général Wahis (Théophile Wahis)
- rue de Genève (Genève) (aussi Evere)
- avenue Jacques Georgin (Jacques Georgin)
- rue Guido Gezelle (Guido Gezelle)
- avenue Charles Gilisquet (Charles Gilisquet)
- rue Iwan Gilkin (Iwan Gilkin)
- avenue Albert Giraud (Albert Giraud)
- avenue des Glycines (Glycine)
- rue Goossens (André Goossens, ancien Bourgmestre)
- avenue Zénobe Gramme (Zénobe Gramme)
- square des Griottiers (Griottier)
- rue Godefroid Guffens (Godefroid Guffens)

## H

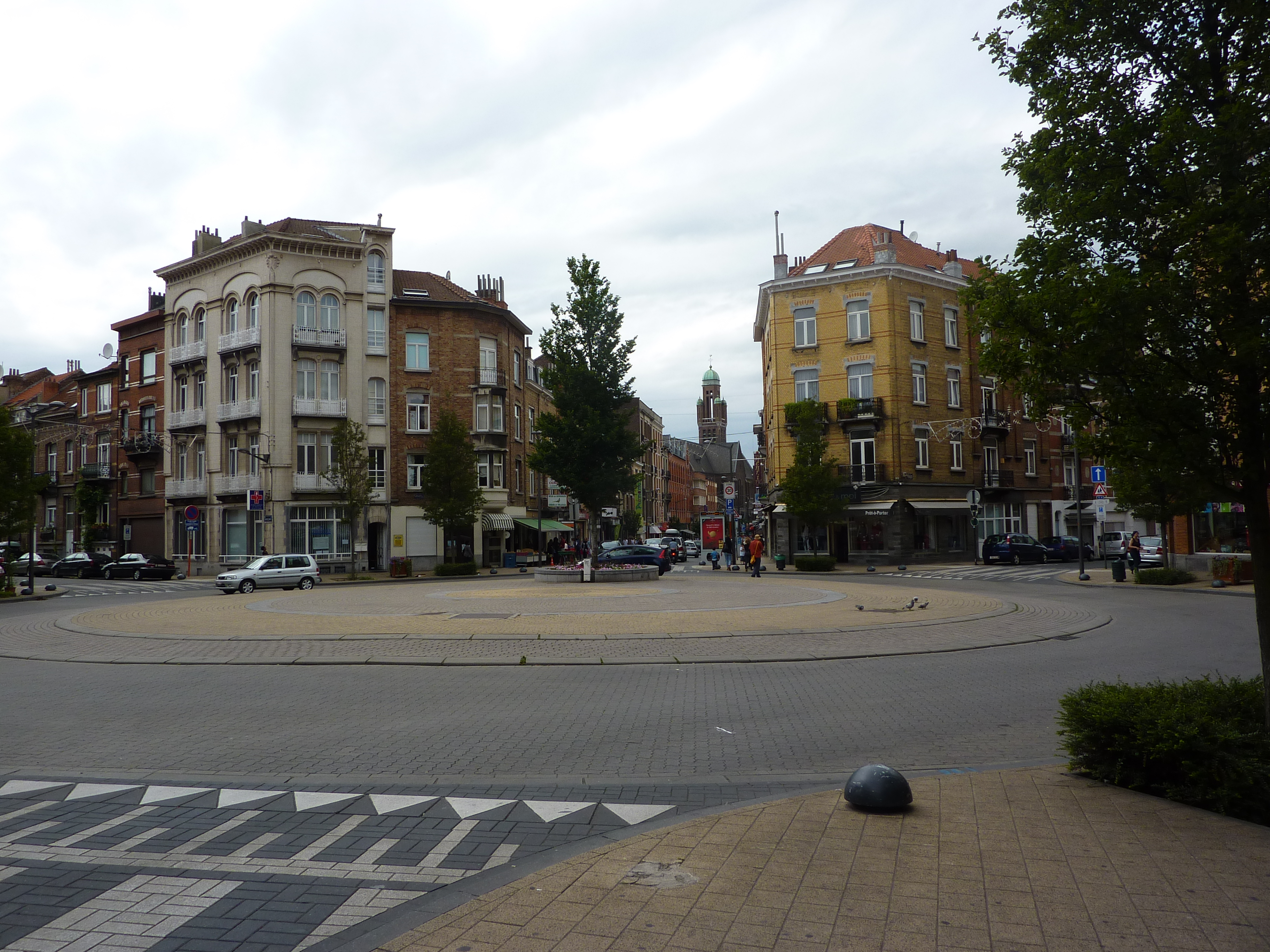
Place de Helmet

- chaussée de Haecht (Haecht) (aussi Saint-Josse-ten-Noode, Evere et Haren)
- rue Hancart (Victor Hancart)
- avenue des Héliotropes (Héliotrope)
- avenue de l'Héliport (Héliport de Bruxelles-Allée-Verte) (aussi Bruxelles-ville)
- chaussée de Helmet (Helmet)
- place de Helmet (Helmet)
- rue Herman (Jean-François Herman, ancien Bourgmestre)
- rue Emmanuel Hiel (Emanuel Hiel)
- avenue Herbert Hoover (Herbert Hoover) (aussi Woluwe-Saint-Lambert)
- rue Julius Hoste (Julius Hoste)
- place de Houffalize (Houffalize)
- avenue Huart Hamoir (Achille Huart Hamoir, ancien Bourgmestre)
- rue Gustave Huberti (Gustave Huberti)
- rue Victor Hugo (Victor Hugo)
- rue Paul Hymans (Paul Hymans)

## I
- rue Josse Impens (Josse Impens)

## J
- avenue des Jacinthes (Jacinthe)
- rue Henri Jacobs (Henri Jacobs)

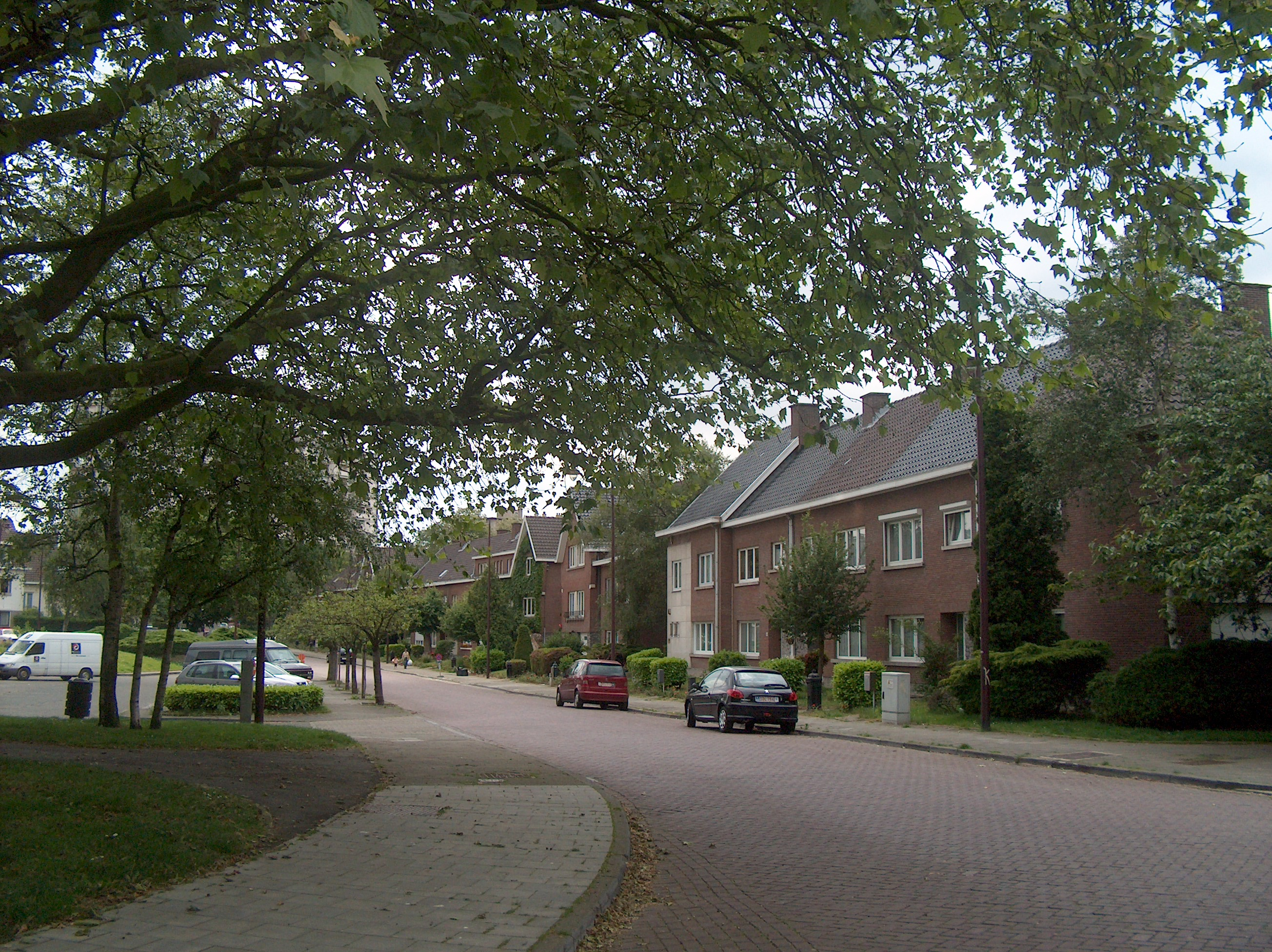
Avenue des Jardins

- rue Joseph Jacquet (Joseph Jaquet)
- rue Jacques Jansen (Jacobus Jansen)
- avenue des Jardins (Jardin)
- avenue Jean Jaurès (Jean Jaurès)
- rue Jenatzy (Constant Jenatzy)
- rue de Jérusalem (Auberge Jérusalem)
- avenue de la Jeunesse (Jeunesse)
- rue Jolly (André Jolly)
- rue Josaphat (Parc Josaphat) (aussi Saint-Josse-ten-Noode)

## K

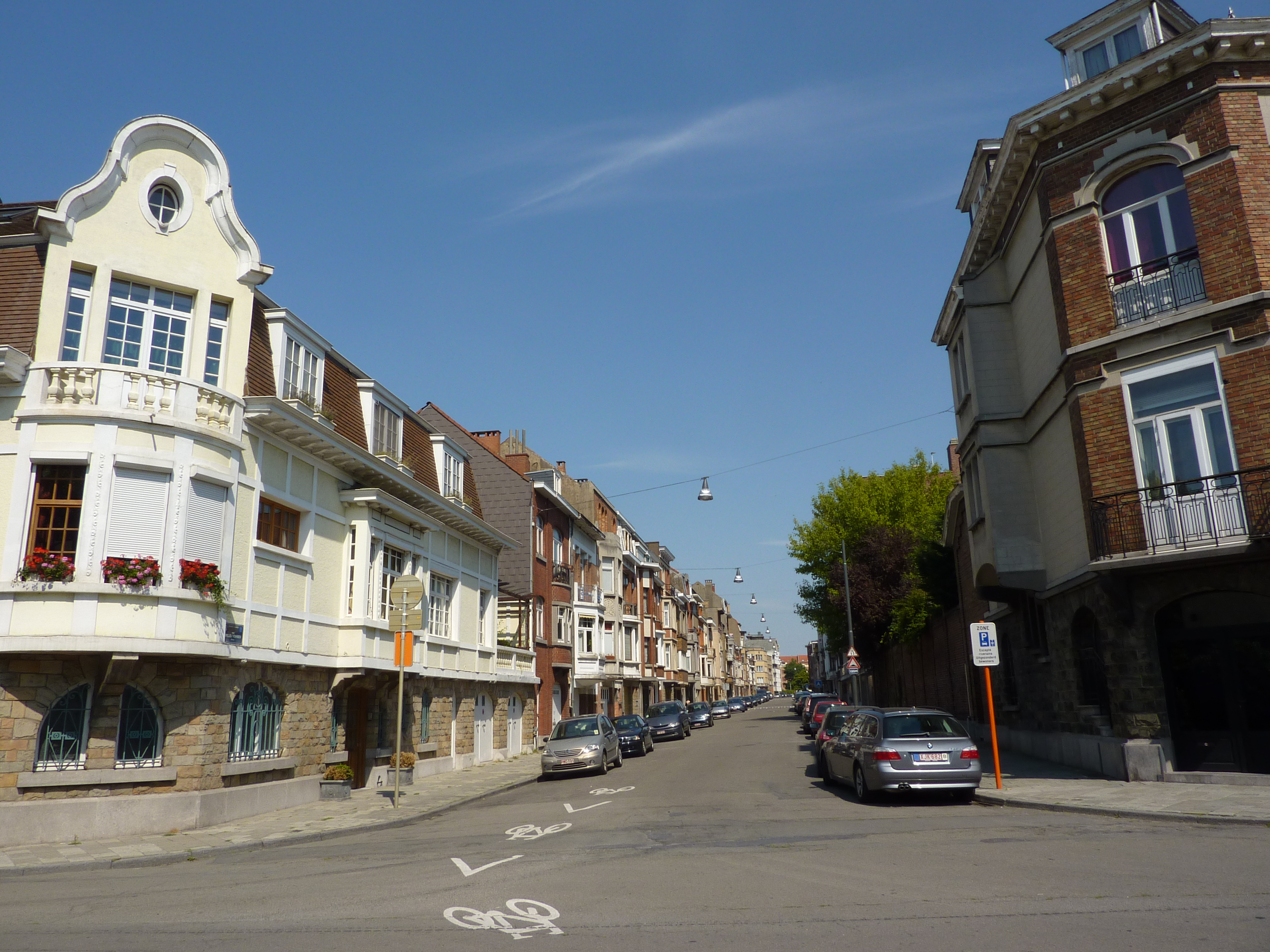
Rue Willem Kuhnen

- rue Guillaume Kennis (Guillaume Kennis, ancien Bourgmestre)
- rue Kessels (Mathieu Kessels)
- rue Knapen (Marie-Frédéric Knapen)
- rue Hubert Krains (Hubert Krains)
- rue Willem Kuhnen (Willem Kuhnen)

## L

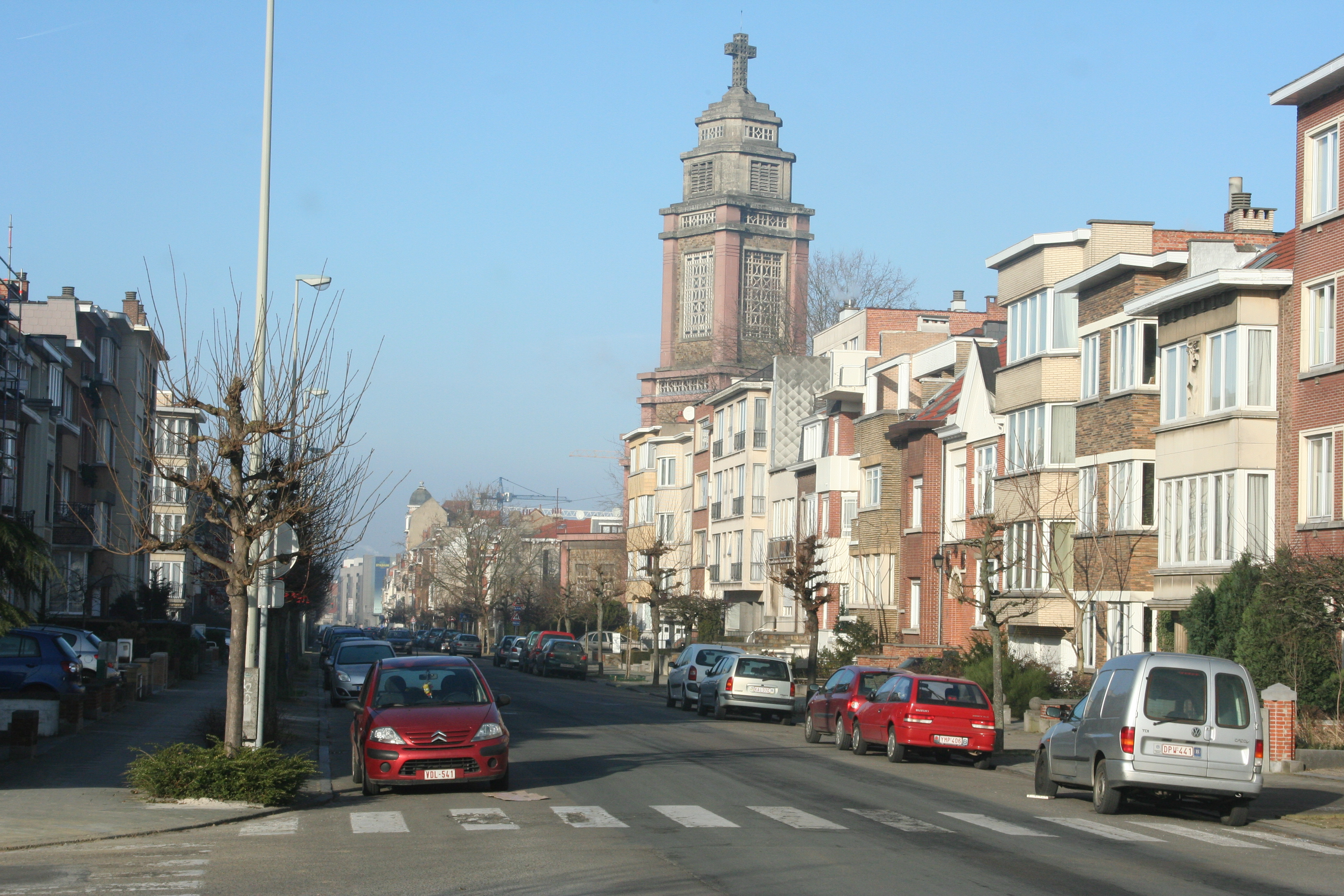
Avenue Gustave Latinis

- avenue Adolphe Lacomblé (Adolphe Lacomblé)
- boulevard Lambermont (Auguste Lambermont)
- rue Auguste Lambiotte (Auguste Lambiotte)
- avenue Gustave Latinis (Gustave Latinis)
- rue Ernest Laude (Ernest Laude, ancien Bourgmestre)
- rue Jules Lebrun (Jules Lebrun)
- rue Paul Leduc (Paul Leduc)
- rue Victor Lefèvre (Victor Lefèvre)
- rue Lefrancq (Prosper Lefrancq)
- place Lehon (Henri Lehon)
- boulevard Léopold III (Léopold III)
- rue Grégoire Leroy (Grégoire Le Roy)
- square Levie (Michel Levie)
- place Liedts (Charles Liedts)
- rue Liedts (Charles Liedts)
- rue Linné (Carl von Linné) (aussi Saint-Josse-ten-Noode)
- rue de Linthout (Bois de Linthout) (aussi Etterbeek et Woluwe-Saint-Lambert)
- petite rue L'Olivier (Jean L'Olivier)
- rue L'Olivier (Jean L'Olivier)
- chaussée de Louvain (Louvain) (aussi Saint-Josse-ten-Noode, Bruxelles-ville, Evere, Woluwe-Saint-Lambert et Flandre)
- rue de la Luzerne (Luzerne cultivée)

## M

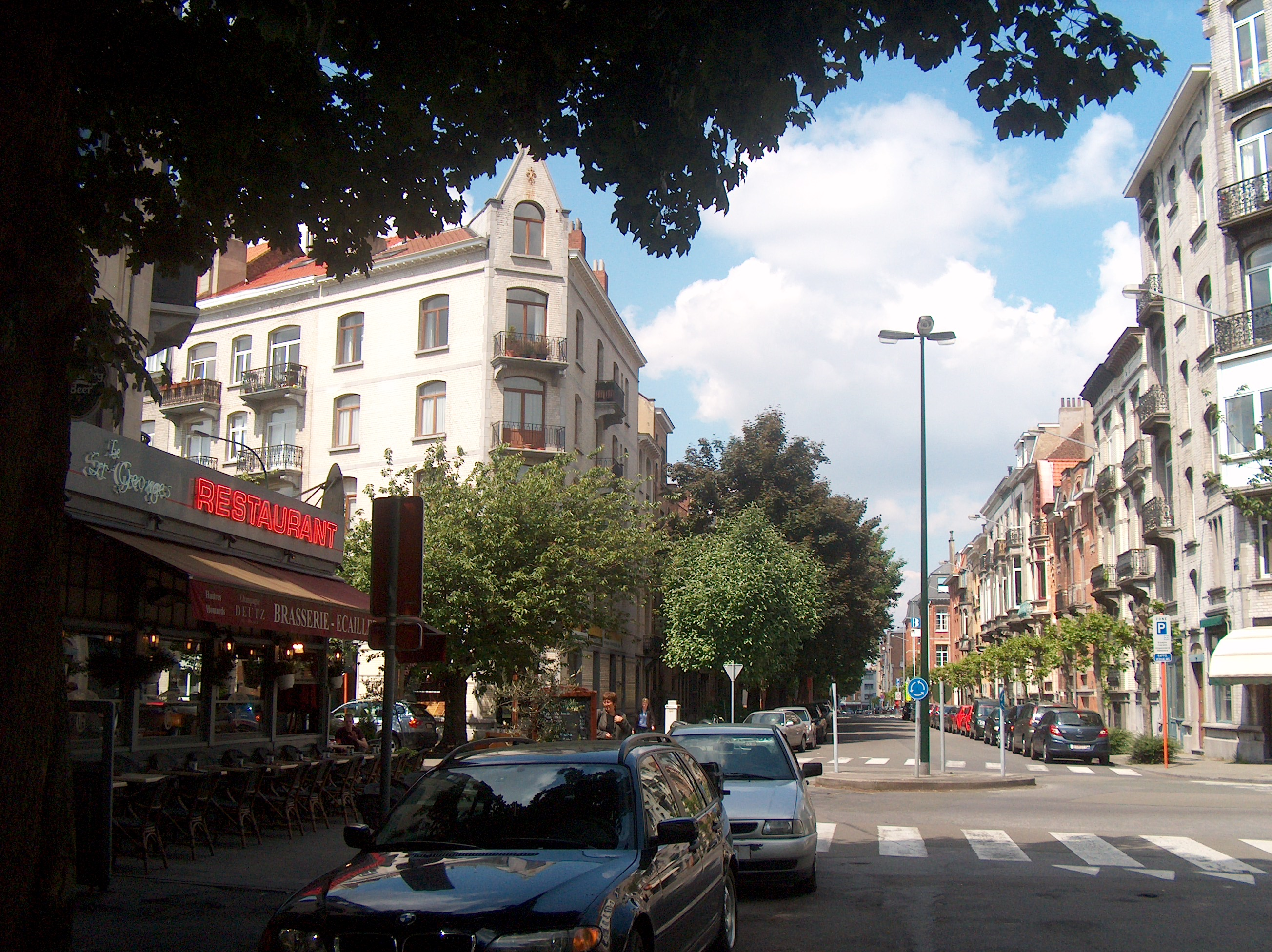
Avenue Félix Marchal

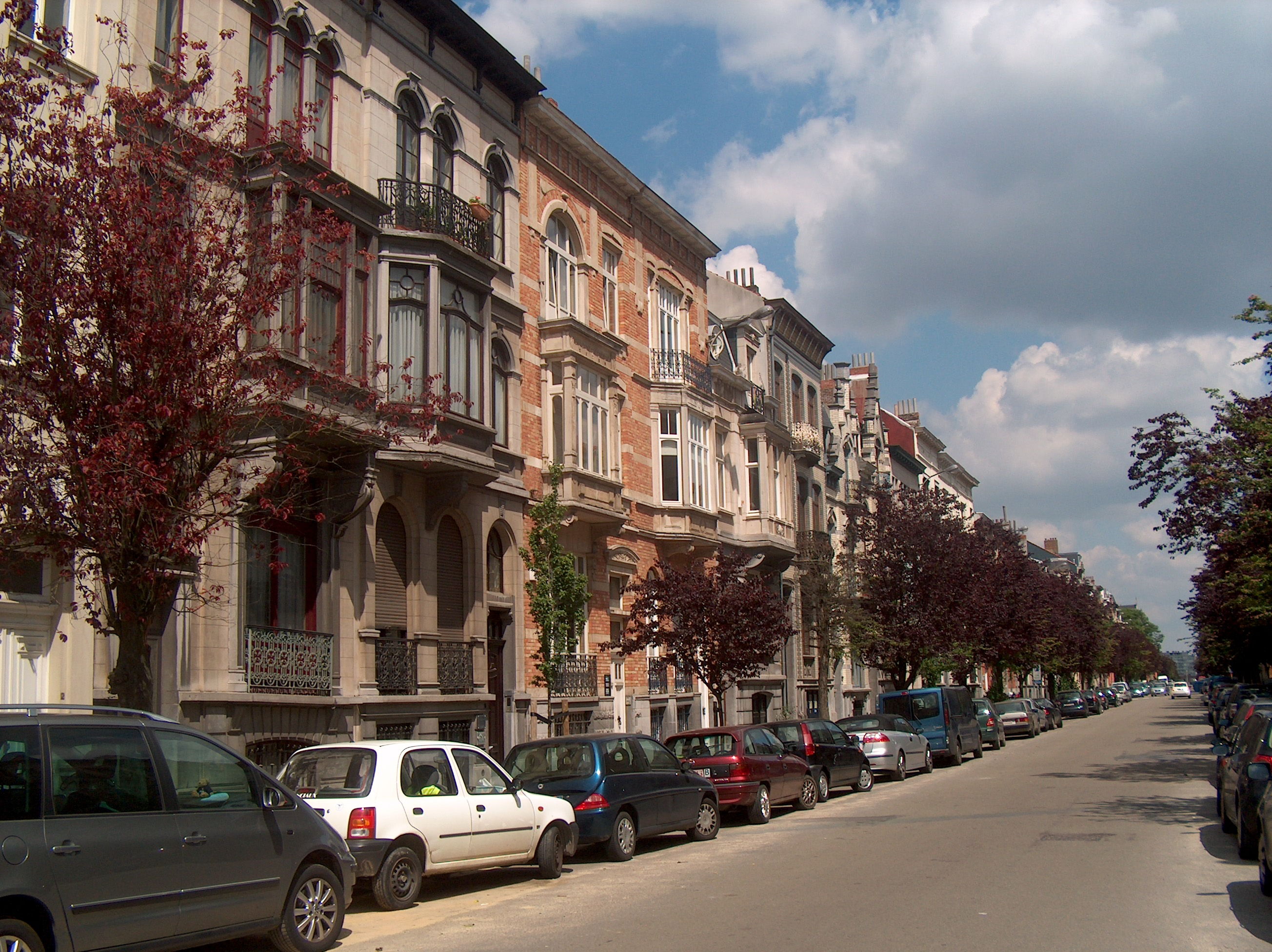
Avenue Milcamps

- avenue Maurice Maeterlinck (Maurice Maeterlinck)
- avenue Léon Mahillon (Léon Mahillon)
- rue Adolphe Marbotin (Adolphe Marbotin)
- avenue Félix Marchal (Félix Marchal)
- avenue Maréchal Foch (Ferdinand Foch)
- rue Marcel Mariën (Marcel Mariën)
- rue Alexandre Markelbach (Alexandre Markelbach)
- rue de la Marne (Bataille de la Marne)
- avenue de Mars (Mois de mars) (aussi Woluwe-Saint-Lambert)
- rue Massaux (Jean Massaux, ancien Bourgmestre)
- place Masui (Jean-Baptiste Masui)
- rue Masui (Jean-Baptiste Masui) (aussi Bruxelles-ville)
- Square Maurane (Maurane)
- avenue Émile Max (Émile Max)
- tunnel piétonnier avenue Émile Max (Émile Max)
- rue Charles Meert (Pierre Charles Meert)
- rue Jul Merckaert (Jules Merckaert)
- rue Metsys (Quentin Metsys)
- rue Léon Mignon (Léon Mignon)
- avenue Milcamps (Achille Ovide Oscar Milcamps)
- rue des Mimosas (Mimosa)
- avenue Monplaisir (Monplaisir) (aussi Laeken)
- rue Monrose (quartier Mont-Rose)
- clos des Mouettes (Mouette)

## N

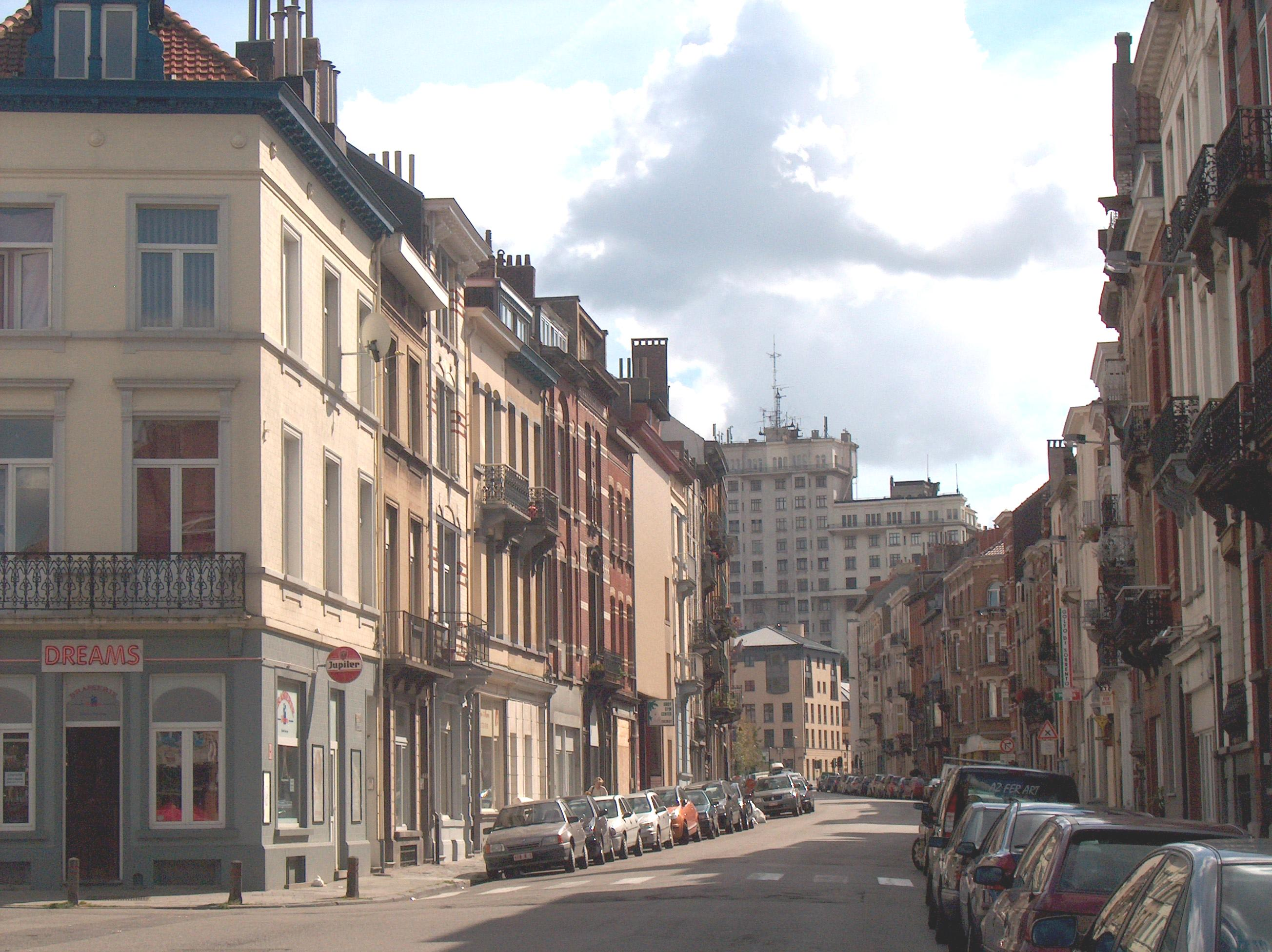
Rue du Noyer

- rue François-Joseph Navez (François-Joseph Navez) (aussi Bruxelles-ville)
- rue du Noyer (Noyer) (aussi Bruxelles-ville)

## O
- avenue de l'Opale (Opale)
- rue de l'Orme (Orme) (aussi Etterbeek)
- rue Victor Oudart (Charles Victor Oudart)
- cité ouvrière de Linthout (Bois de Linthout)

## P

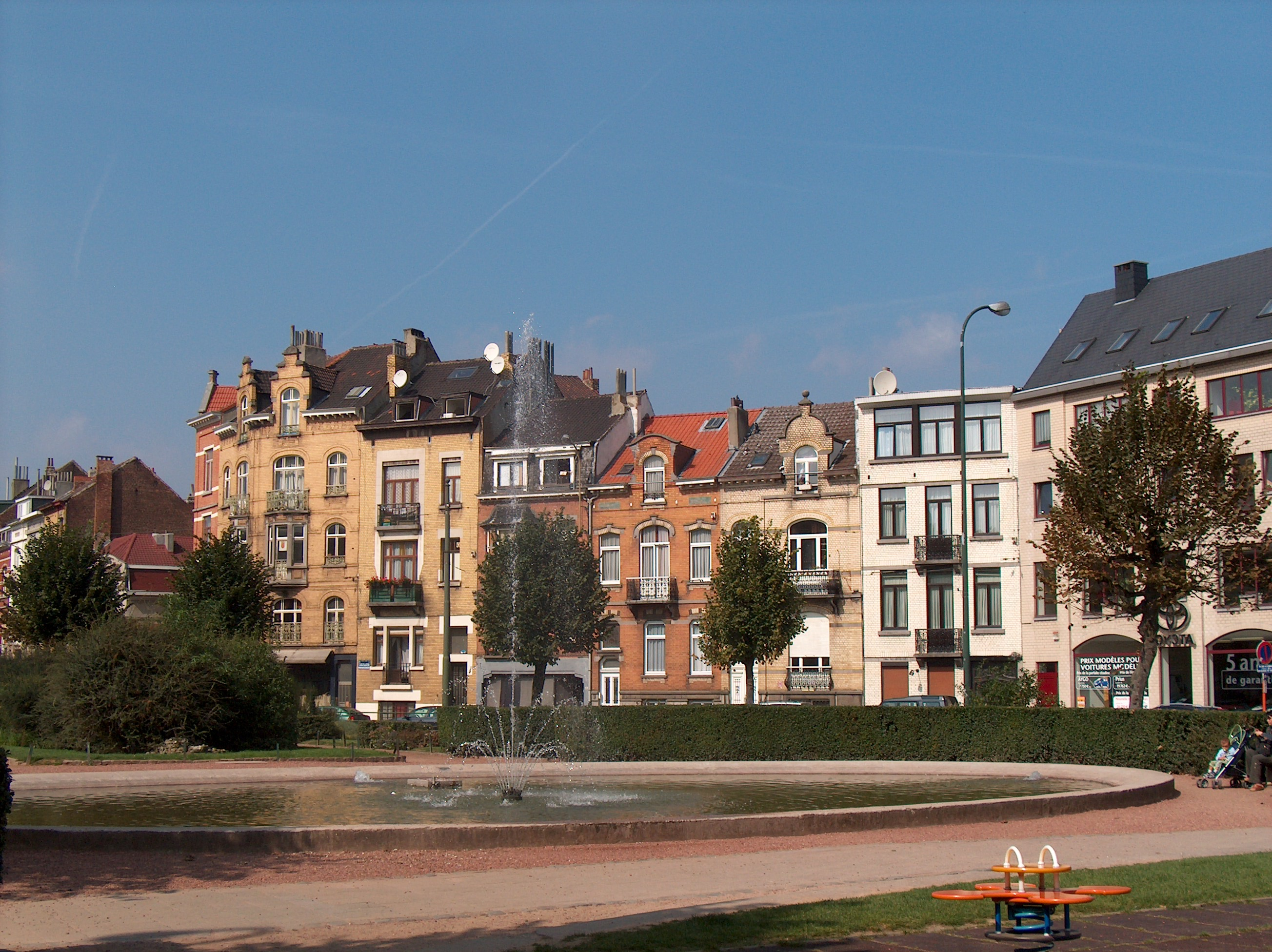
Place de la Patrie

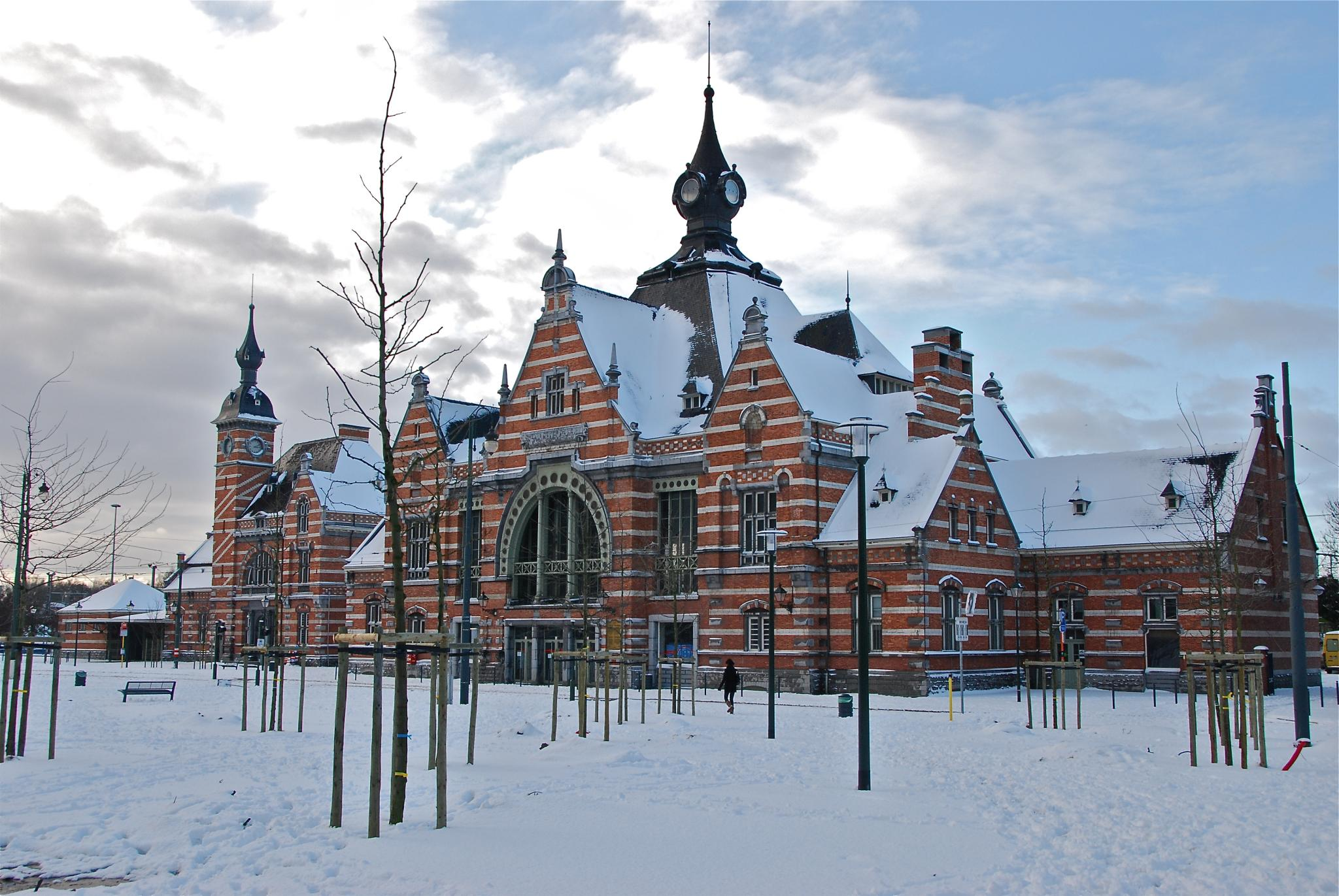
Place Princesse Élisabeth

- rue des Palais (Palais royal de Bruxelles et Château de Laeken) (aussi Bruxelles-ville)
- rue des Pâquerettes (Pâquerette)
- place de la Patrie (Belgique)
- place du Pavillon (Pavillon)
- rue du Pavillon (Pavillon) (aussi Bruxelles-ville)
- rue des Pavots (Pavot)
- rue Frédéric Pelletier (Frédéric Pelletier)
- rue des Pensées (Pensée)
- placette du Peuplier (Peuplier)
- rue Philomène (Rossignol philomèle)
- rue Sander Pierron (Sander Pierron)
- rue des Plantes (Plantes du Jardin botanique) (aussi Saint-Josse-ten-Noode)
- avenue Eugène Plasky (Eugène Plasky)
- square Eugène Plasky (Eugène Plasky)
- clos des Poètes (Poète)
- place Pogge (Pogge)
- sentier des Pommes (Pomme)
- rue Portaels (Jean-François Portaels)
- rue de la Poste (Poste) (aussi Saint-Josse-ten-Noode)
- rue Potagère (Jardin potager) (aussi Saint-Josse-ten-Noode)
- square Prévost-Delaunay (Méthode Prévost-Delaunay)
- avenue Princesse Élisabeth (Élisabeth en Bavière)
- place Princesse Élisabeth (Élisabeth en Bavière)
- rue du Progrès (Progrès) (aussi Saint-Josse-ten-Noode)

## Q
- rue de Quatrecht (Quatrecht)
- rue Quinaux (Joseph Quinaux)

## R
- rue du Radium (Radium)

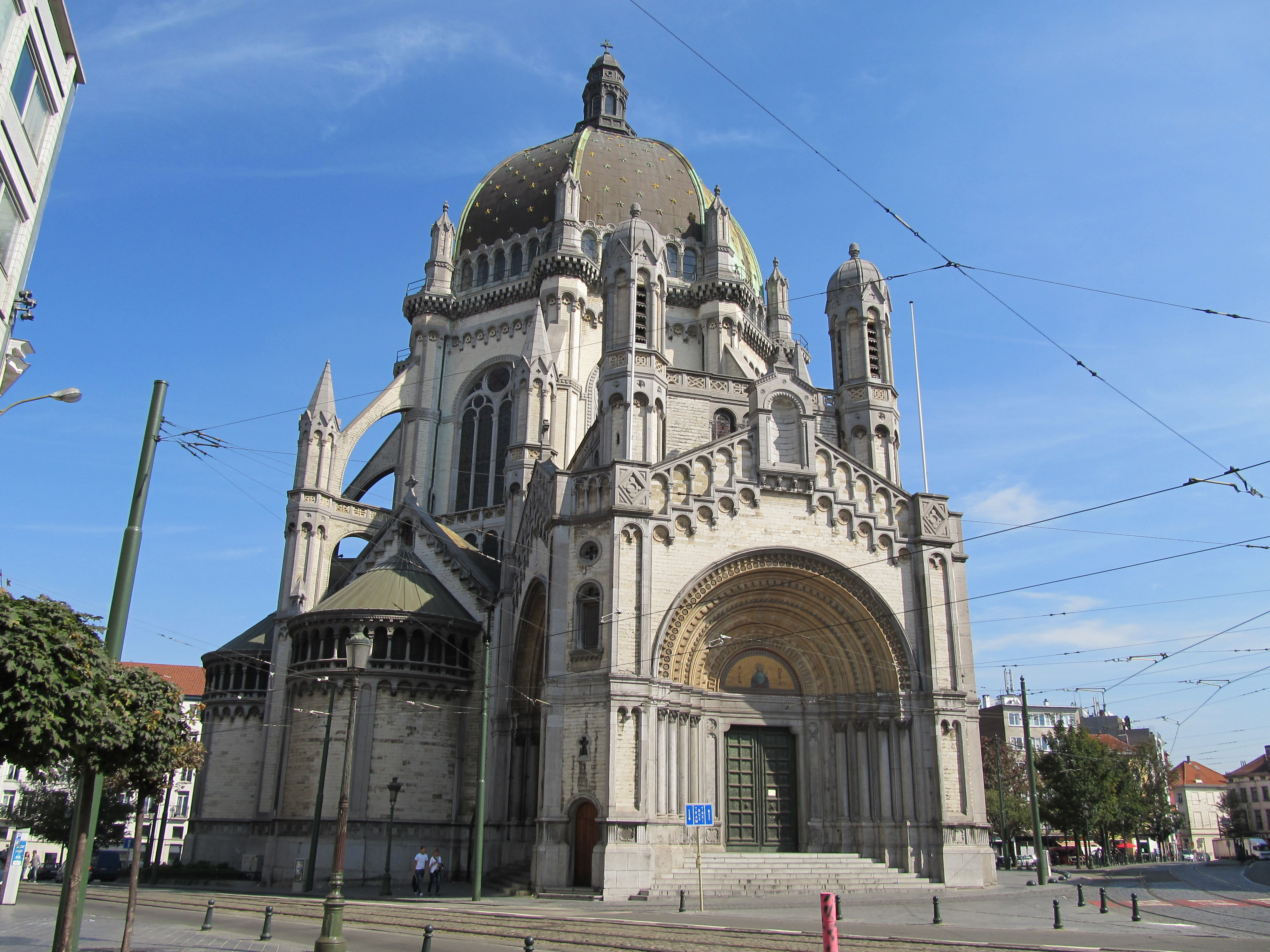
Place de la Reine

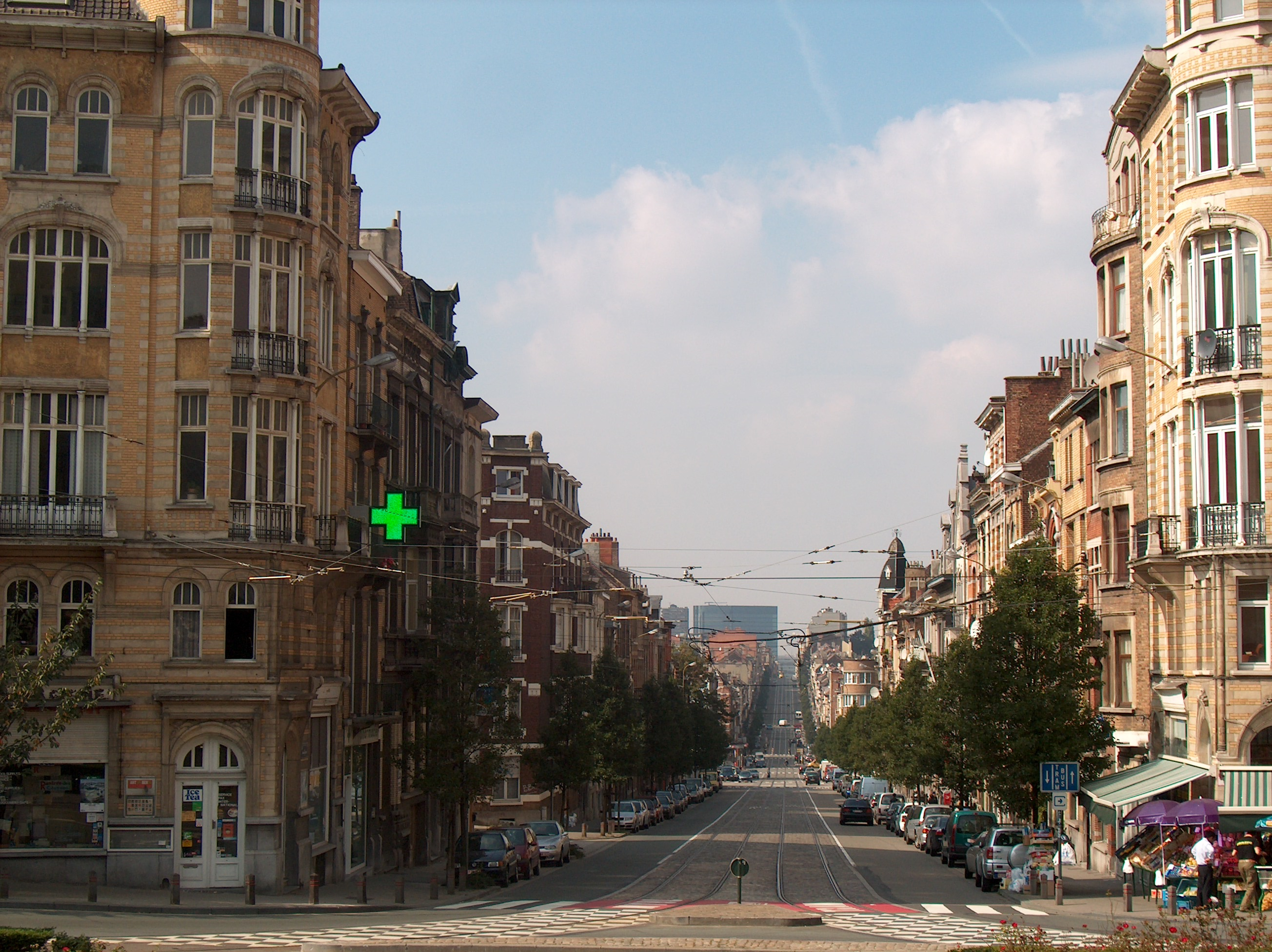
Avenue Rogier

- rue Georges Raeymaekers (Georges Raeymaekers)
- rue Rasson (Jean Baptiste Rasson)
- rue Jacques Rayé (Jacques Rayé)
- drève Recteur Van Waeyenbergh (Honoré Van Waeyenbergh)
- avenue de la Reine (Louise d'Orléans) (aussi Bruxelles-ville et Laeken)
- place de la Reine (Louise d'Orléans)
- avenue Ernest Renan (Ernest Renan)
- rue Renkin (Jules Renkin)
- boulevard Auguste Reyers (Auguste Reyers, ancien Bourgmestre)
- tunnel Reyers (Auguste Reyers)
- rue Herman Richir (Herman Richir)
- square François Riga (Pierre François Riga)
- avenue Georges Rodenbach (Georges Rodenbach)
- rue Roelandts (Famille Roelandts)
- avenue Rogier (Charles Rogier)
- rue Rogier (Charles Rogier) (aussi Bruxelles-ville)
- boulevard du Roi Albert II (Albert II) (aussi Bruxelles-ville et Saint-Josse-ten-Noode)
- rue Arthur Roland (Arthur Roland)
- avenue de Roodebeek (Ruisseau Roodebeek)
- rue Max Roos (Max Roos)
- rue Théodore Roosevelt (Theodore Roosevelt)
- rue Royale (Famille royale belge) (aussi Bruxelles-ville et Saint-Josse-ten-Noode)
- rue Royale Sainte-Marie (Église royale Sainte-Marie)
- rue Rubens (Pierre Paul Rubens)
- rue de la Ruche (Ruche)

## S
- rue du Saphir (Saphir)

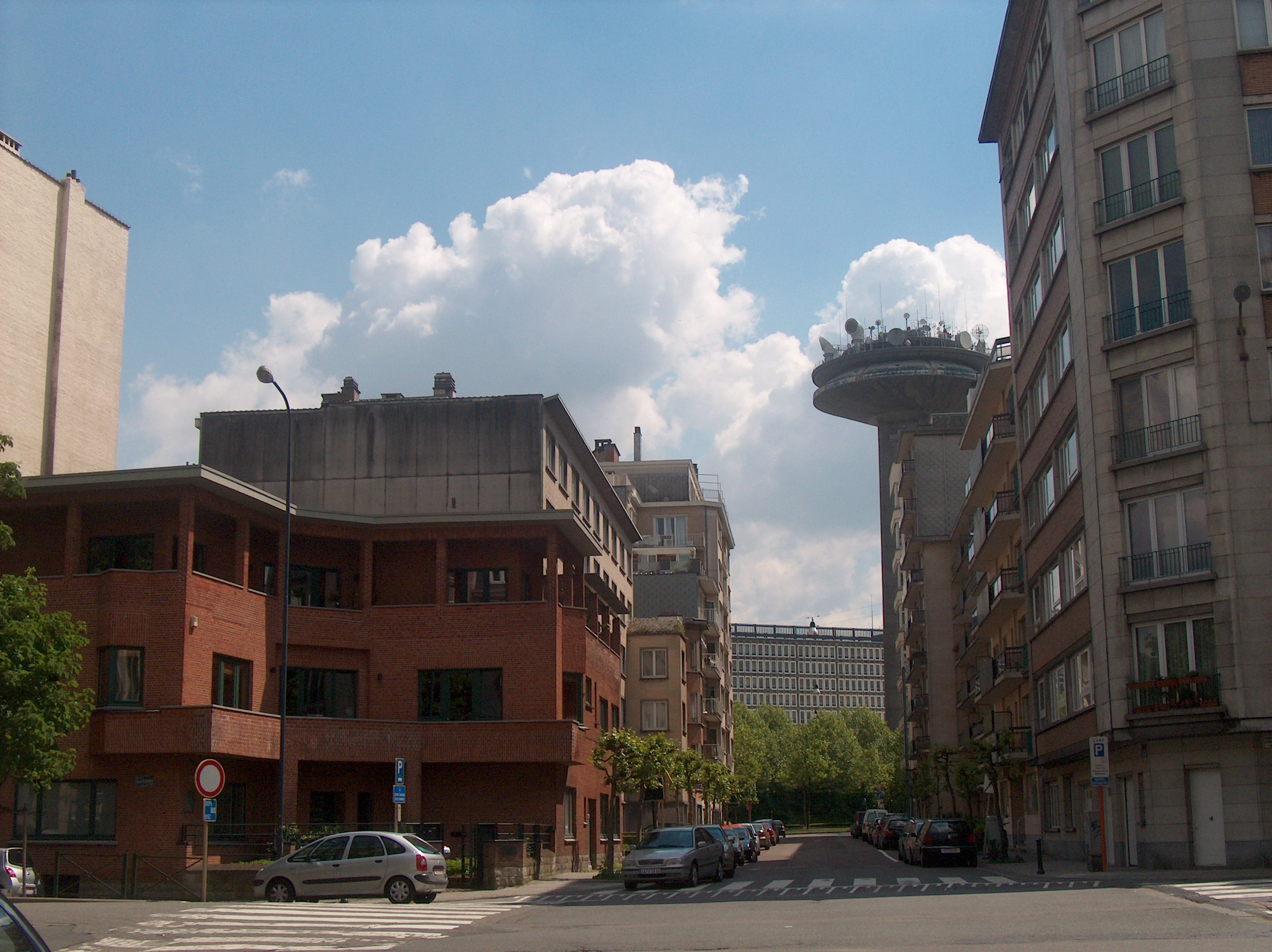
Rue du Saphir

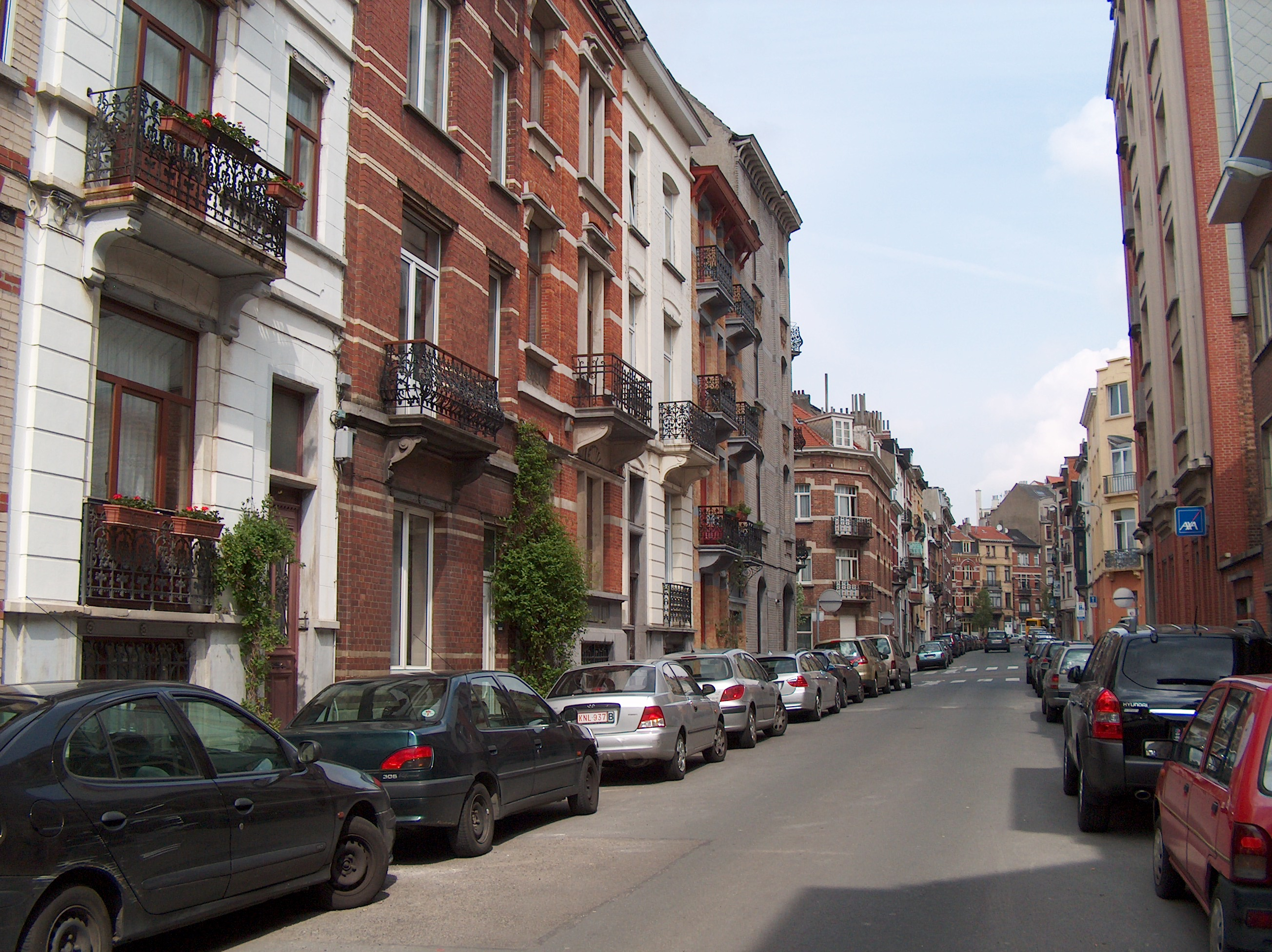
Rue Eugène Smits

- rue Louis Scutenaire (Louis Scutenaire)
- petite rue des Secours (Secourisme) (aussi Saint-Josse-ten-Noode)
- rue Seutin (Louis Seutin)
- rue Fernand Séverin (Fernand Séverin)
- rue Camille Simoens (Camille Simoens)
- avenue Sleeckx (Domien Sleeckx)
- rue Aimé Smekens (Aimé Smekens)
- rue Eugène Smits (Eugène Smits)
- rue Auguste Snieders (Auguste Snieders)
- rue Louis Socquet (Louis Socquet)
- rue du Soleil (Auberge du Soleil) (aussi Saint-Josse-ten-Noode)
- place Solvay (Ernest Solvay)
- rue Henri Stacquet (Henry Stacquet)
- place Stephenson (George Stephenson)
- rue Stephenson (George Stephenson) (aussi Bruxelles-ville)
- avenue Jan Stobbaerts (Jan Stobbaerts)
- rue Stijn Streuvels (Stijn Streuvels)
- avenue du Suffrage Universel (Suffrage universel)

## T

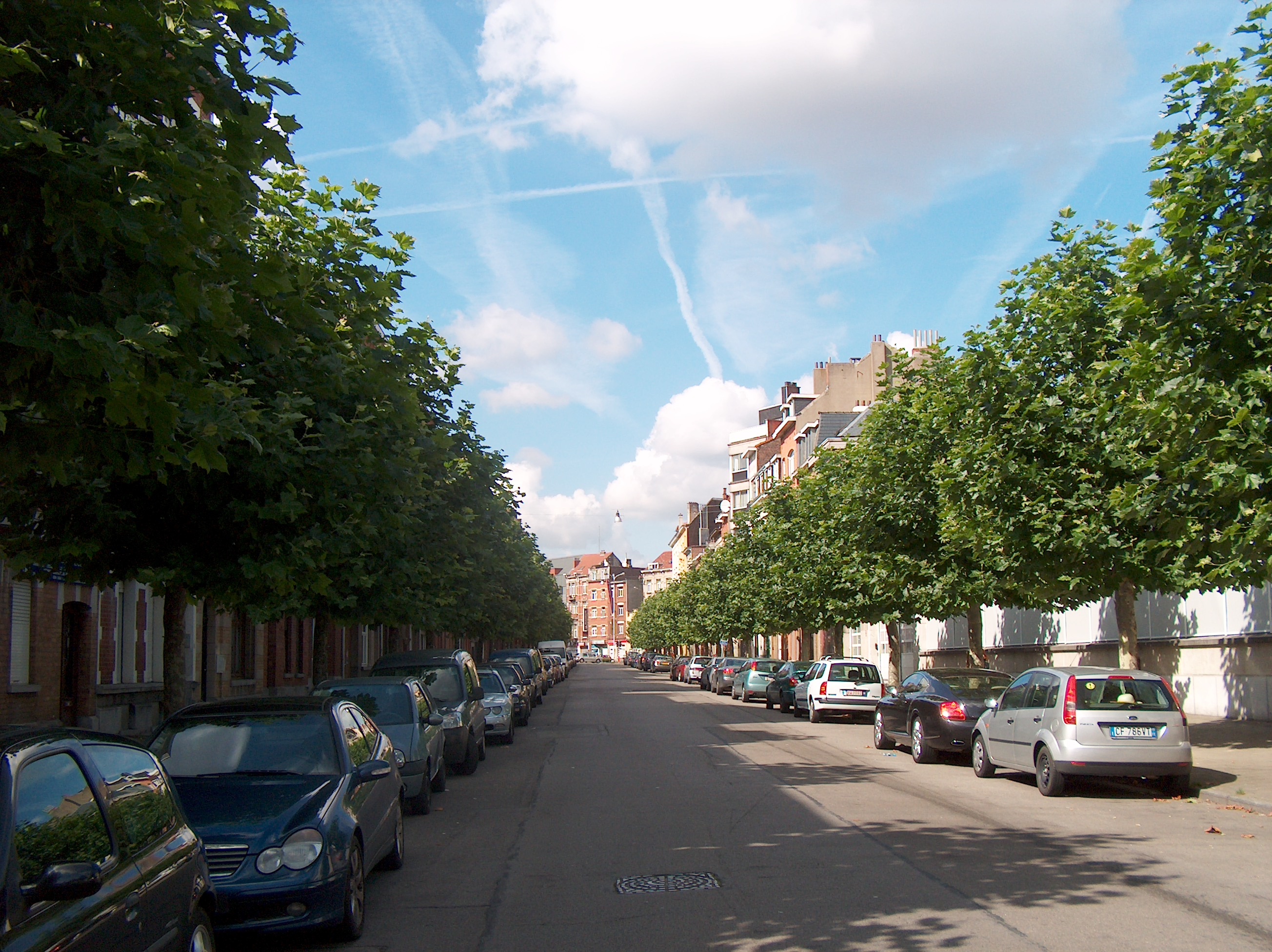
Avenue de la Topaze

- rue Teniers (David Teniers l'Ancien et David Teniers le Jeune)
- place Terdelt (Terdelt, signifie dans le vallon)
- rue Pierre Theunis (Pierre Theunis)
- rue Thiéfry (Charles Thiéfry)
- avenue Philippe Thomas (Philippe Thomas)
- rue du Tilleul (Tilleul) (aussi Evere)
- avenue de la Topaze (Topaze)

## V

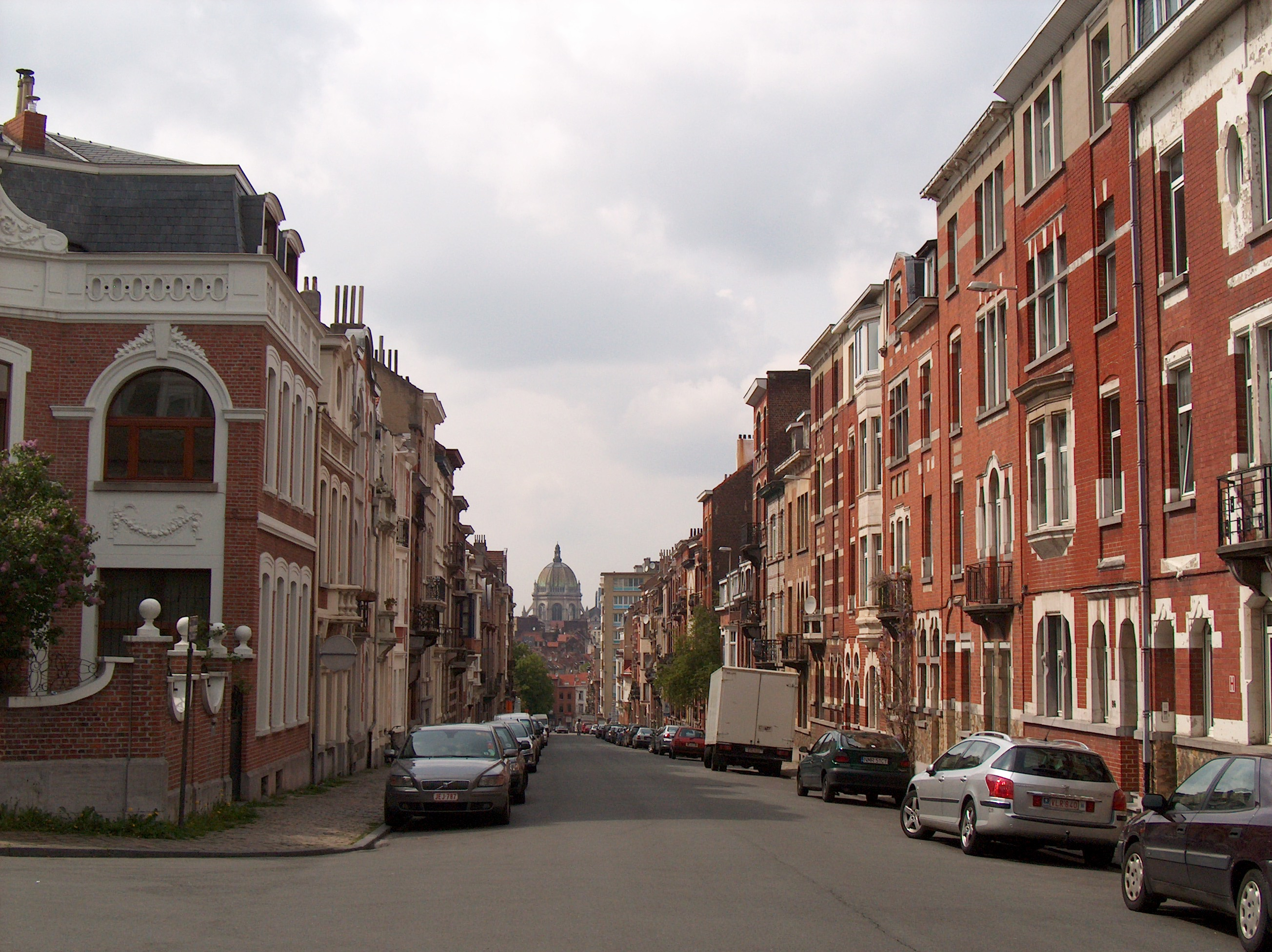
Rue Van Hammée

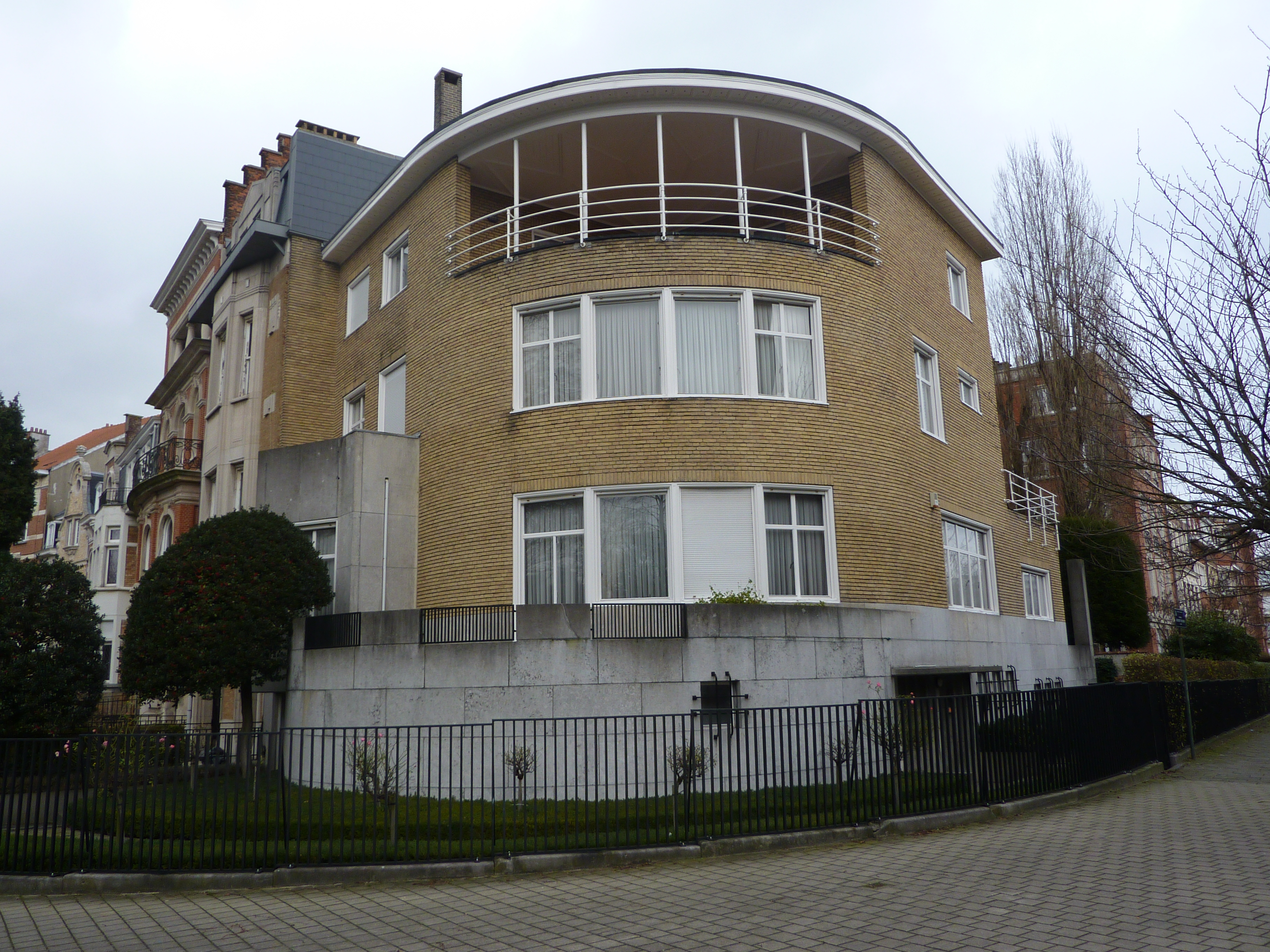
Square Vergote

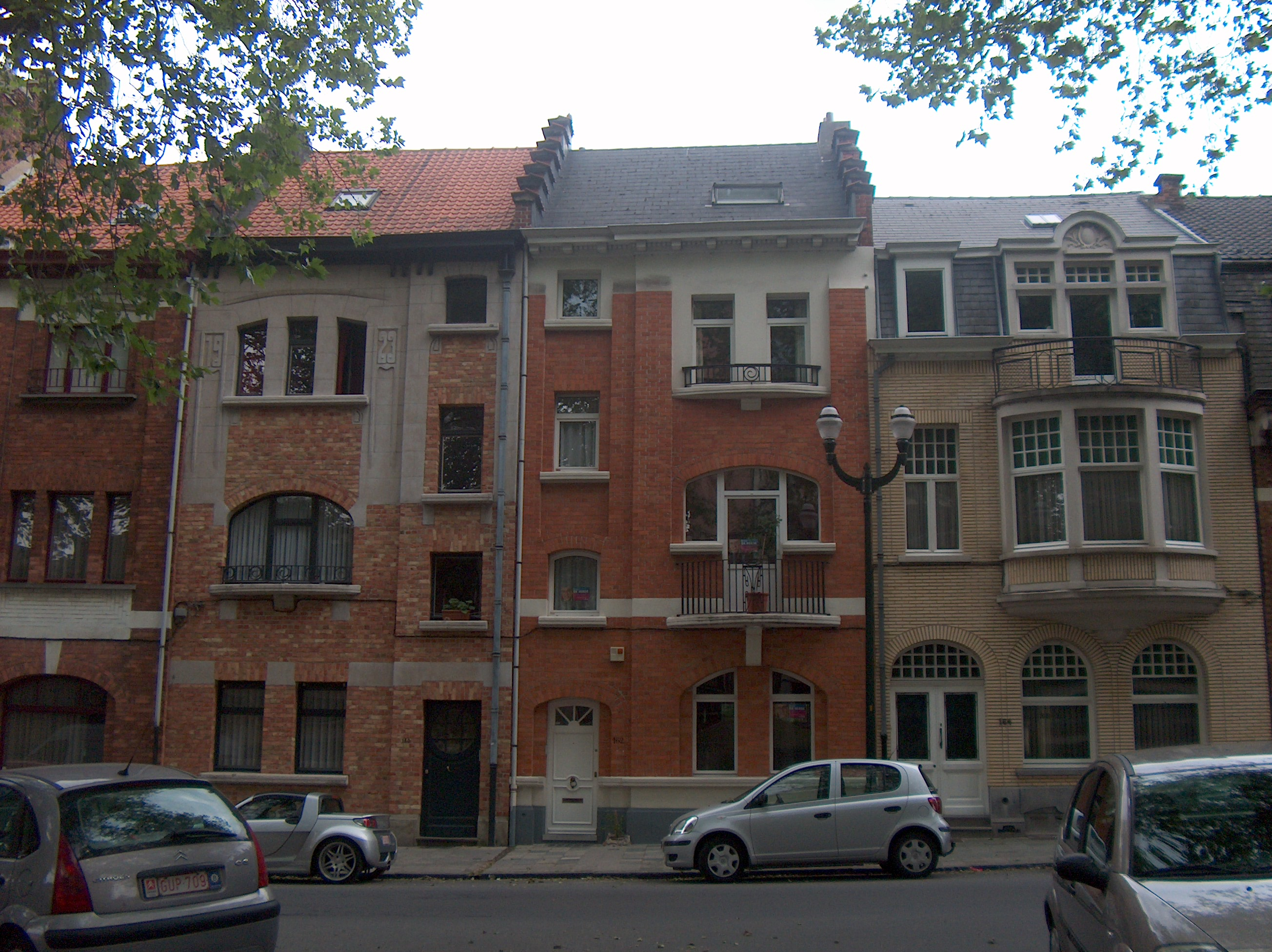
Avenue Voltaire

- rue Joseph Van Camp (Pierre Joseph Van Camp)
- rue Vandenbussche (Jean-Emmanuel Van den Bussche)
- rue Victor Vanderhoeft (Victor Vanderhoeft)
- rue Vanderlinden (Joseph Vanderlinden)
- rue Vandermeersch (Charles et Pierre Vandermeersch)
- rue Charles Vanderstappen (Charles Van der Stappen)
- rue Richard Vandevelde (Richard Vandevelde)
- rue Vandeweyer (Vandeweyer)
- rue Marguerite Van de Wiele (Marguerite Van de Wiele)
- rue Van Droogenbroeck (Jan Van Droogenbroeck)
- rue Van Dyck (Antoine van Dyck)
- rue Van Hammée (Antoine Van Hammée)
- rue André Van Hasselt (André Van Hasselt) (aussi Saint-Josse-ten-Noode)
- rue Van Hoorde (Henri Van Hoorde)
- rue Van Hove (Charles Van Hove, ancien Bourgmestre)
- rue Charles Van Lerberghe (Charles Van Lerberghe)
- rue Van Oost (Jacob van Oost le Vieux)
- rue Van Schoor (Joseph Van Schoor)
- rue Van Ysendyck (Jules-Jacques Van Ysendyck)
- rue Verbist (Urbain-Henri Verbist) (aussi Saint-Josse-ten-Noode)
- rue Verboeckhaven (Michel Verboekhaven) (aussi Saint-Josse-ten-Noode)
- place Eugène Verboekhoven (Eugène Verboeckhoven)
- rue Vergote (Auguste Vergote) (aussi Woluwe-Saint-Lambert)
- square Vergote (Auguste Vergote) (aussi Woluwe-Saint-Lambert)
- tunnel piétonnier square Vergote (Auguste Vergote) (aussi Woluwe-Saint-Lambert)
- avenue Émile Verhaeren (Émile Verhaeren)
- rue Verhas (Jan Verhas)
- rue Verte (Plantes vertes du Jardin botanique) (aussi Saint-Josse-ten-Noode)
- rue Verwée (Alfred Verwée)
- rue Vifquin (Jean-Baptiste Vifquin)
- rue Henry Villard (Félix Henri Villard)
- rue Thomas Vinçotte (Thomas Vinçotte)
- rue Vogler (Chrétien Vogler)
- avenue Voltaire (Voltaire)
- rue Vonck (Jean-François Vonck) (aussi Saint-Josse-ten-Noode)
- rue Vondel (Joost van den Vondel)

## W
- rue Waelhem (Famille Waelhem)

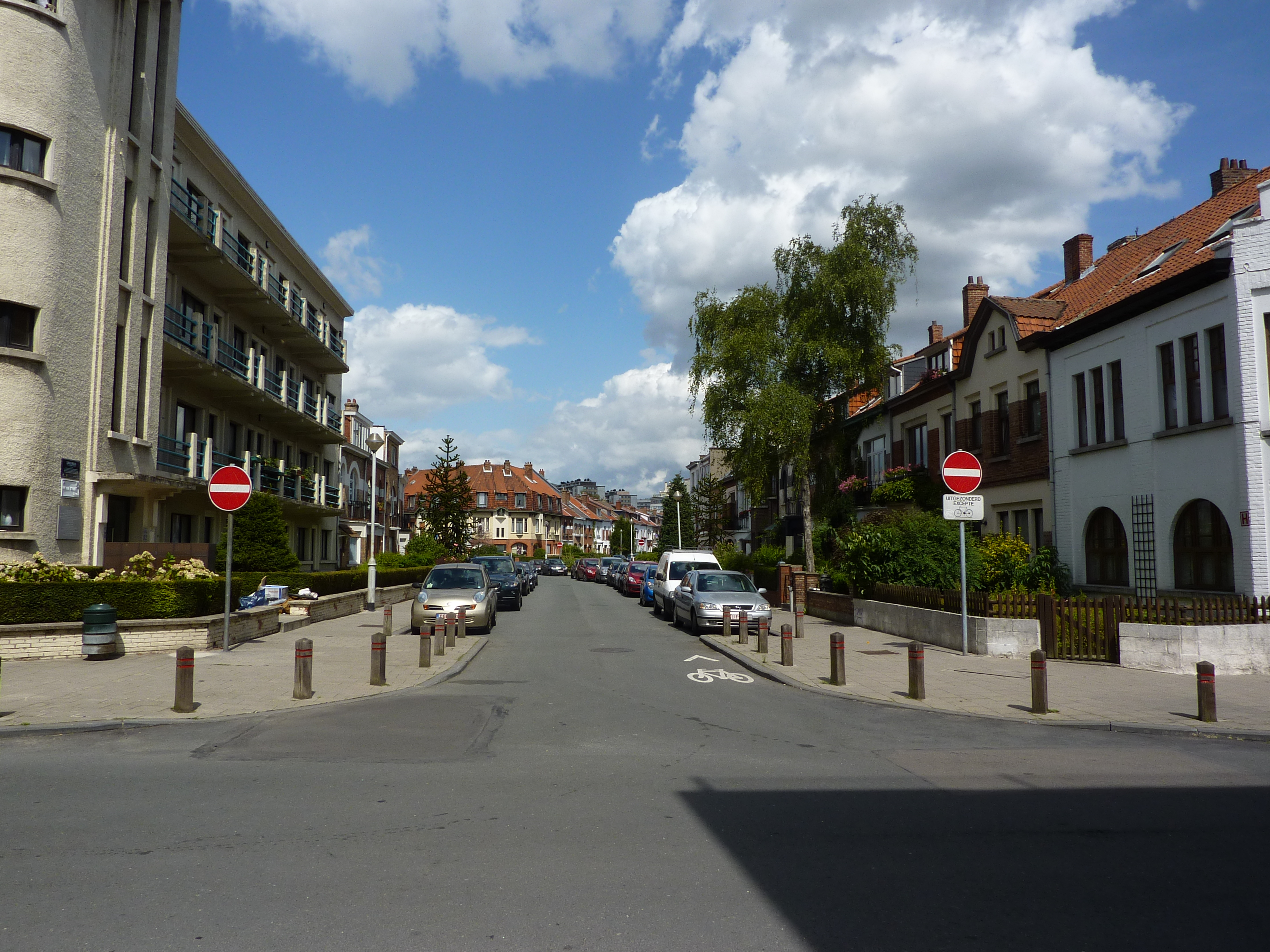
Rue Camille Wollès

- rue Walckiers (Édouard Walckiers) (aussi Evere)
- place Wappers (Gustave Wappers) (aussi Bruxelles-ville)
- rue James Watt (James Watt)
- rue Joseph Wauters (Joseph Wauters)
- rue Émile Wittmann (Émile Wittmann)
- rue Camille Wollès (Camille Wollès)

## Z
- avenue Émile Zola (Émile Zola)

| Sommaire : | - Haut - A - B - C - D - E - F - G - H - I - J - K - L - M - N - O - P - Q - R - S - T - V - W - Z |

## Répartition des voies
La répartition des 339 voies schaerbeekoises par type est la suivante :
|    | Type de voie | #   |
| -- | ------------ | --- |
| 1  | allée        | 1   |
| 2  | avenue       | 64  |
| 3  | boulevard    | 6   |
| 4  | chaussée     | 3   |
| 5  | chemin       | 1   |
| 6  | cité         | 1   |
| 7  | clos         | 5   |
| 8  | drève        | 1   |
| 9  | grande rue   | 1   |
| 10 | passage      | 1   |
| 11 | petite rue   | 2   |
| 12 | place        | 25  |
| 13 | placette     | 1   |
| 14 | rue          | 212 |
| 15 | sentier      | 1   |
| 16 | square       | 10  |
| 17 | tunnel       | 4   |